# Liste der Kulturdenkmale in Rendsburg
In der Liste der Kulturdenkmale in Rendsburg sind alle Kulturdenkmale der schleswig-holsteinischen Stadt Rendsburg (Kreis Rendsburg-Eckernförde) und ihrer Ortsteile aufgelistet (Stand: 30. Juni 2025).

## Legende
In den Spalten befinden sich folgende Informationen:
- Objekt-ID: die Nummer des Kulturdenkmales
- Lage: die Adresse des Kulturdenkmales und die geographischen Koordinaten. Kartenansicht, um Koordinaten zu setzen. In der Kartenansicht sind Kulturdenkmale ohne Koordinaten mit einem roten Marker dargestellt und können in der Karte gesetzt werden. Kulturdenkmale ohne Bild sind mit einem blauen Marker gekennzeichnet, Kulturdenkmale mit Bild mit einem grünen Marker.
- Offizielle Bezeichnung: Bezeichnung des Kulturdenkmales
- Beschreibung: die Beschreibung des Kulturdenkmales
- Bild: ein Bild des Kulturdenkmales

## Sachgesamtheiten
| Objekt-ID      | Lage                                                                                     | Offizielle Bezeichnung                         | Beschreibung | Bild                             |
| -------------- | ---------------------------------------------------------------------------------------- | ---------------------------------------------- | --- | -------------------------------- |
| 24030 Wikidata | Am Bahnhof 20, 22, Bahnhofstraße (54° 18′ 9″ N, 9° 40′ 13″ O)                            | Bahnhof Rendsburg                              | Bahnhof Rendsburg; 1873, Umbau 1914 H. Pahlen, Königl. Eisenbahndirektion Altona; Anlage aus drei- und eingeschossigem Empfangsgebäude, Stellwerk, Bahnhofshalle und Bahnunterführung in genieteter Stahlträgerkonstruktion - Begründung: geschichtlich, städtebaulich, technisch - Schutzumfang: Bahnhofsempfangsgebäude, Bahnsteighalle, ehem. Stellwerk Rn, Eisenbahnunterführung | weitere Fotos \| Fotos hochladen |
| 16785          | Am Kreishafen 36, Blenkinsopstraße 4-4a, 6, 50, Kreishafen (54° 17′ 56″ N, 9° 41′ 48″ O) | Saatsee-Werft                                  | Saatsee-Werft; ab 1895/96 errichtet; Ensemble bestehend aus einem Werfthafen um den sich verschiedene Funktionsbauten gruppieren: ehem. Kraftwerk, Maschinenwerkstätte, Querhelling, Wasserturm, ehem. Übernachtungshaus, Pförtnerhaus und zwei Dienstwohngebäude; die Gebäude im Wesentlichen auf dem Ausbau der Werft um 1912/17 zurückgehend und in Formen der Heimatschutzarchitektur errichtet; um und nach dem Zweiten Weltkrieg durch weitere technische Bauwerke erweitert: Bunker, Helling-Wippkran und Transformatorengebäude - Begründung: geschichtlich, wissenschaftlich, städtebaulich, technisch, Kulturlandschaft prägend - Schutzumfang: ehem. Kraftwerk (Gebäude I) mit Kastanienallee, Maschinenwerkstätte (Gebäude VIII) mit Dampfhammer, Sozialbüro und Transformatorengebäude (Gebäude IX), Querhelling (Gebäude XIV), Helling-Wippkran, Bunker (Gebäude XXIV) (Am Kreishafen 36); Dienstwohnhaus mit Stallgebäude (Blenkinsopstraße 4-4a); Wohnhaus des Maschinenbauinspektors (Blenkinsopstraße 6); Wasserturm (Gebäude XIX), ehem. Übernachtungshaus (Gebäude XVIII) mit ehem. Stall, Pförtnerhaus (Gebäude VI) (Blenkinsopstraße 50); Werfthafen (Kreishafen) | BW                               |
| 40893 Wikidata | An der Marienkirche 6 (54° 18′ 19″ N, 9° 39′ 54″ O)                                      | Kirche St. Marien                              | Aktualisierung vorgesehen - Begründung: geschichtlich, künstlerisch, städtebaulich, Kulturlandschaft prägend - Schutzumfang: Kirche St. Marien mit Ausstattung, Kirchhof, Grabmale bis 1870, Eisengitterzaun | weitere Fotos \| Fotos hochladen |
| 16377 Wikidata | Königstraße 17, Wrangelstraße 10 (54° 17′ 49″ N, 9° 39′ 53″ O)                           | Amtsgericht mit Gefängnis und Aufseherwohnhaus | Amtsgericht Rendsburg mit Gefängnis und Aufseherwohnhaus; 1898-1904, Architekt Regierungs- und Baurat Klopsch, Bauleitung Regierungsbaumeister Rohne; Gebäudeensemble aus Amtsgericht mit repräsentativem Hauptbau und seitlich angeschlossenem Büroflügel in historisierenden Formen, funktionalem Gefängnisbau mit angesetztem Verwaltungstrakt und der den Gefängnishof umschließenden Gefängnismauer sowie dem ehemaligen Wohnhaus für Gefängnisaufseher - Begründung: geschichtlich, städtebaulich - Schutzumfang: Amtsgericht, Gefängnis mit Gefängnismauer (Königstraße 17); ehem. Aufseherwohnhaus (Wrangelstraße 10) | weitere Fotos \| Fotos hochladen |
| 49197          | Nienstadtstraße 10 (54° 18′ 16″ N, 9° 39′ 58″ O)                                         | Baugruppe Nienstadtstraße 10                   | Wohn- und Geschäftshaus mit Rückflügel und Hofbebauung; um 1600 bis Anfang 20. Jh.; heterogener Baukomplex aus Wohn- und Geschäftshaus der Heimatschutzarchitektur, einem älteren Rückflügel aus der Zeit um 1600, drei traufständigen Speicherbauten aus dem 19. Jh. und historischer Hofpflasterung - Begründung: geschichtlich, städtebaulich - Schutzumfang: Wohn- und Geschäftshaus, Rückflügel, Speichergruppe, Hofpflaster | Fotos hochladen                  |
| 47096 Wikidata | Nübbeler Weg 53 (54° 17′ 8″ N, 9° 37′ 16″ O)                                             | sog. Posthof                                   | Hofstelle; 1771 angelegt; ehem. Wohn- und Wirtschaftsgebäude aus der 1. Hälfte 19. Jhs. mit qualitätvollem Erweiterungsbau von 1925, mit Zufahrtsallee aus Linden vom Ende des 18. Jh. sowie einem Wirtschaftsgebäude des späten 19. Jh. und Transformatorenhaus der 1920er Jahre - Begründung: geschichtlich, wissenschaftlich, künstlerisch, technisch, Kulturlandschaft prägend - Schutzumfang: Wohnhaus, Zufahrtsallee, Wirtschaftsgebäude, Transformatorenhaus | Fotos hochladen                  |
| 40895 Wikidata | Prinzenstraße 9, 16 (54° 17′ 58″ N, 9° 39′ 47″ O)                                        | Christkirche                                   | Aktualisierung vorgesehen - Begründung: geschichtlich, künstlerisch, städtebaulich, Kulturlandschaft prägend - Schutzumfang: Christkirche, Kirchhof, Grabmale bis 1870, Lindenkranz (Königinstraße 2); ehem. Organistenhaus (Prinzenstraße 9) | weitere Fotos \| Fotos hochladen |

## Mehrheit von baulichen Anlagen
| Objekt-ID      | Lage                                                             | Offizielle Bezeichnung                          | Beschreibung | Bild            |
| -------------- | ---------------------------------------------------------------- | ----------------------------------------------- | --- | --------------- |
| 41242 Wikidata | An der Marienkirche 21, 22, 23, 24 (54° 18′ 19″ N, 9° 39′ 57″ O) | Baugruppe An der Marienkirche 21–24             | Aktualisierung vorgesehen - Begründung: geschichtlich, städtebaulich - Schutzumfang: ehem. Archidiakonat (An der Marienkirche 22), ehem. Hauptpastorat (An der Marienkirche 21), Wohnhäuser (An der Marienkirche 23, 24)                                                    | Fotos hochladen |
| 49199          | Nienstadtstraße 11, 12-13 (54° 18′ 17″ N, 9° 39′ 59″ O)          | Wohn- und Geschäftshäuser Nienstadtstraße 11-13 | Gruppe von zwei (ehem. drei) Wohn- und Geschäftshäusern; 19. Jh.; traufständige, zweigeschossige Backsteinbauten mit Putzfassaden in klassizistischen Formen - Begründung: geschichtlich, städtebaulich - Schutzumfang: Wohn- und Geschäftshäuser Nienstadtstraße 11, 12-13 | Fotos hochladen |

## Bauliche Anlagen
| Objekt-ID      | Lage                                                                     | Offizielle Bezeichnung                                                | Beschreibung | Bild                             |
| -------------- | ------------------------------------------------------------------------ | --------------------------------------------------------------------- | --- | -------------------------------- |
| 16463          | Aalborgstraße (54° 18′ 19″ N, 9° 42′ 11″ O)                              | Eisenbahn-Viadukt                                                     | Alteintragung (Aktualisierung vorgesehen) - Begründung: Alteintragung (Aktualisierung vorgesehen) - Schutzumfang: Alteintragung (Aktualisierung vorgesehen) - Denkmaltyp: Bauliche Anlagek | Fotos hochladen                  |
| 9823           | Adolf-Steckel-Straße 22 (54° 17′ 29″ N, 9° 39′ 35″ O)                    | Ehemaliges Pastorenhaus / ehemaliges Forstamt                         | Alteintragung (Aktualisierung vorgesehen) - Begründung: Alteintragung (Aktualisierung vorgesehen) - Schutzumfang: Alteintragung (Aktualisierung vorgesehen) - Denkmaltyp: Bauliche Anlage | weitere Fotos \| Fotos hochladen |
| 16145          | Adolf-Steckel-Straße 22 (54° 17′ 29″ N, 9° 39′ 35″ O)                    | Nebengebäude zum ehem. Forstamt                                       | Alteintragung (Aktualisierung vorgesehen) - Begründung: Alteintragung (Aktualisierung vorgesehen) - Schutzumfang: Alteintragung (Aktualisierung vorgesehen) - Denkmaltyp: Bauliche Anlage | weitere Fotos \| Fotos hochladen |
| 16856 Wikidata | Ahlmannstraße 16 (54° 18′ 48″ N, 9° 38′ 23″ O)                           | St. Jürgen-Kirche                                                     | Ev. St.-Jürgen-Kirche, nach einem Wettbewerb 1965/66 von Ernst Mackh über ovalem Grundriss als backsteinerne Saalkirche mit freistehendem Glockenturm errichtet - Begründung: geschichtlich, künstlerisch, städtebaulich - Schutzumfang: gesamtes Objekt - Denkmaltyp: Bauliche Anlage | Fotos hochladen                  |
| 16718          | Alte Kieler Landstraße 36 (54° 17′ 39″ N, 9° 40′ 11″ O)                  | ehem. Beamtenwohnhaus                                                 | ehem. Beamtenwohnhaus; 1925 errichtet, Architekt Hermann Rohwer; zweigeschossiger Backsteinbau unter hohem Walmdach, mittiger Eingangsrisalit, eckumgreifende Fenster; Graniteinfriedung mit Eisengeländer - Begründung: geschichtlich, künstlerisch, städtebaulich - Schutzumfang: ehem. Beamtenwohnhaus, Graniteinfriedung mit Eisengeländer - Denkmaltyp: Bauliche Anlage | Fotos hochladen                  |
| 16187          | Alte Kieler Landstraße 187 - 189 (54° 18′ 5″ N, 9° 41′ 23″ O)            | Gemeindezentrum mit Pastorat                                          | Gemeindezentrum Bugenhagenkirche mit Pastorat; 1957/59, Architekt Uwe Niehus; L-förmiger Komplex Saalbau, Verbindungsbau, Pastorat; freistehender Glockenturm, 1962, D. Bolz, K. Detlefsen - Begründung: geschichtlich, künstlerisch, städtebaulich - Schutzumfang: Gemeindezentrum mit Pastorat, Kirchturm - Denkmaltyp: Bauliche Anlage | BW                               |
| 16674          | Altstädter Markt 11 (54° 18′ 16″ N, 9° 39′ 53″ O)                        | Wohn- und Geschäftshaus                                               | Wohn- und Geschäftshaus; Kernbau vermutlich Ende 18. Jh.; schmales, zweigeschossiges Giebelhaus mit ausgebautem Mansarddach und Schopfwalm, dreiachsige Front mit geschlämmtem Ziegelmauerwerk und flacher Wandstreifengliederung, Lagerhaus aus dem mittleren 19. Jahrhundert auf dem rückwärtigen Grundstück - Begründung: geschichtlich, städtebaulich - Schutzumfang: Wohn- und Geschäftshaus, Lagerhaus - Denkmaltyp: Bauliche Anlage | Fotos hochladen                  |
| 3614           | Altstädter Markt 15 – 16 (54° 18′ 16″ N, 9° 39′ 52″ O)                   | Gaststätte                                                            | die beiden Häuser wurden im 17./18. Jahrhundert erbaut. Es sind dreigeschossige, traufständige Fachwerkhäuser, beide befinden sich unter einem Satteldach. Alteintragung (Aktualisierung vorgesehen) - Begründung: Alteintragung (Aktualisierung vorgesehen) - Schutzumfang: Alteintragung (Aktualisierung vorgesehen) - Denkmaltyp: Bauliche Anlage | weitere Fotos \| Fotos hochladen |
| 3612 Wikidata  | Altstädter Markt (54° 18′ 17″ N, 9° 39′ 52″ O)                           | Altes Rathaus                                                         | Das Rathaus wurde 1446 das erste Mal erwähnt, es stammt im Kern aber aus dem 16. Jahrhundert. Es wurde aber im Laufe der Zeit mehrfach verändert. Es ist ein zweigeschossiges Doppelhaus mit Satteldächern, wobei der westliche Teil breiter ist als der östliche. Die Staffelgiebelfassade im Süden wurde 1900/1901 errichtet. Alteintragung (Aktualisierung vorgesehen) - Begründung: Alteintragung (Aktualisierung vorgesehen) - Schutzumfang: Alteintragung (Aktualisierung vorgesehen) - Denkmaltyp: Bauliche Anlage                                                                                | weitere Fotos \| Fotos hochladen |
| 17097 Wikidata | Altstädter Markt (54° 18′ 16″ N, 9° 39′ 52″ O)                           | Altstädter Markt                                                      | Mittelalterliche Platzanlage; auf das 12. und 13. Jh. zurückgehend, die Grundrissgestalt im frühen 15. Jahrhundert ausgebildet; Ausdehnung und Fläche seither nahezu unverändert, unregelmäßige Katzenkopfpflasterung aus Granitsteinen, wichtiger Verkehrs- und Handelsplatz, historisches Zentrum des städtischen Lebens - Begründung: geschichtlich, städtebaulich - Schutzumfang: gesamtes Objekt - Denkmaltyp: Bauliche Anlage | weitere Fotos \| Fotos hochladen |
| 6112           | Am Bahnhof 22 (54° 18′ 12″ N, 9° 40′ 10″ O)                              | Ehemaliges Stellwerk Rn                                               | ehem. Stellwerk „Rn“; 1912, Eisenbahndirektion Altona; polygonal abgeschlossener Baukörper in Backstein mit Mansarddach, im Obergeschoss Fachwerk, im Innern technische Ausstattung der Stellwerkanlage erhalten - Begründung: geschichtlich, städtebaulich, technisch - Schutzumfang: gesamtes Objekt - Denkmaltyp: Bauliche Anlage, Sachgesamtheit: Bahnhof Rendsburg | Fotos hochladen                  |
| 5430           | Am Gerhardsteich 1 (54° 18′ 31″ N, 9° 39′ 29″ O)                         | Wohnhaus                                                              | Alteintragung (Aktualisierung vorgesehen) - Begründung: Alteintragung (Aktualisierung vorgesehen) - Schutzumfang: Alteintragung (Aktualisierung vorgesehen) - Denkmaltyp: Bauliche Anlage | weitere Fotos \| Fotos hochladen |
| 16291          | Am Kreishafen 36 (54° 17′ 58″ N, 9° 42′ 1″ O)                            | Querhelling (Gebäude XIV)                                             | Querhellinganlage (Gebäude XIV); 1914–15; Anlage mit 12 Ablaufbahnen, Steuerstand und 2 Gleichstromaggregaten - Begründung: geschichtlich, wissenschaftlich, städtebaulich, technisch, Kulturlandschaft prägend - Schutzumfang: gesamtes Objekt - Denkmaltyp: Bauliche Anlage, Sachgesamtheit: Saatsee-Werft | BW                               |
| 16911          | Am Kreishafen 36 (54° 17′ 48″ N, 9° 41′ 21″ O)                           | ehem. Kraftwerk (Gebäude I)                                           | ehem. Kraftwerk; 1913, Regierungsbaumeister Ewald Klatt; eingeschossiger Backsteinbau auf kreuzförmigem Grundriss unter pfannengedeckten Satteldächern, Backsteinziergliederung; auf den Haupteingang zulaufende Kastanienallee - Begründung: geschichtlich, städtebaulich, Kulturlandschaft prägend - Schutzumfang: ehem. Kraftwerk (Gebäude I), Kastanienallee - Denkmaltyp: Bauliche Anlage, Sachgesamtheit: Saatsee-Werft | BW                               |
| 17070          | Am Kreishafen 36 (54° 17′ 56″ N, 9° 41′ 52″ O)                           | Maschinenwerkstätte (Gebäude VIII)                                    | Maschinenwerkstätte; 1895 u. 1915–17, Regierungsbaumeister Klatt u. Wermser; langgestreckter, in zwei Bauabschnitten errichteter, einbis eineinhalb-geschossiger Backsteinbau mit Satteldächern und zwei Risaliten, Backsteinziergliederung; im Inneren Bêché-Schmiedehammer - Begründung: geschichtlich, städtebaulich, technisch - Schutzumfang: Maschinenwerkstätte (Gebäude VIII), Dampfhammer (Gebäude VIII) - Denkmaltyp: Bauliche Anlage, Sachgesamtheit: Saatsee-Werft | BW                               |
| 38965          | Am Kreishafen 36 (54° 17′ 58″ N, 9° 42′ 0″ O)                            | Helling-Wippkran                                                      | Helling-Wippkran; um 1956, Firma Kampnagel (HH); auf Schienen laufender Vollportalkran vom Typ „SL“ (Säulenlenker), Tragwerk mit kräftigen Streben aus geschweißten Hohlkästen, 17 m Höhe, 3-4 t Tragkraft, max. Hubhöhe des Auslegers aus Stahlfachwerk 38 m - Begründung: geschichtlich, städtebaulich, technisch, Kulturlandschaft prägend - Schutzumfang: gesamtes Objekt - Denkmaltyp: Bauliche Anlage, Sachgesamtheit: Saatsee-Werft | BW                               |
| 2063 Wikidata  | Am Kreishafen (54° 17′ 37″ N, 9° 40′ 58″ O)                              | Eisenbahnhochbrücke                                                   | Die Rendsburger Hochbrücke ist eine zwischen 1911 und 1913 erbaute Stahlkonstruktion. Sie überspannt den Nord-Ostsee-Kanal und dient als Eisenbahn-Brücke, außerdem trägt sie eine angehängte Schwebefähre für den Fußgänger- und Fahrzeugverkehr. Alteintragung (Aktualisierung vorgesehen) - Begründung: Alteintragung (Aktualisierung vorgesehen) - Schutzumfang: Alteintragung (Aktualisierung vorgesehen) - Denkmaltyp: Bauliche Anlage | weitere Fotos \| Fotos hochladen |
| 15930          | Am Kreishafen (54° 17′ 40″ N, 9° 40′ 56″ O)                              | Nördliches Wartehäuschen an der Schwebefähre                          | Alteintragung (Aktualisierung vorgesehen) - Begründung: Alteintragung (Aktualisierung vorgesehen) - Schutzumfang: Alteintragung (Aktualisierung vorgesehen) - Denkmaltyp: Bauliche Anlage | weitere Fotos \| Fotos hochladen |
| 9691           | Am Stadtsee 9 (54° 18′ 6″ N, 9° 39′ 44″ O)                               | Ehem. Artillerie-Wagenhaus, sog. Remise                               | Alteintragung (Aktualisierung vorgesehen) - Begründung: geschichtlich, städtebaulich - Schutzumfang: gesamtes Objekt - Denkmaltyp: Bauliche Anlage | weitere Fotos \| Fotos hochladen |
| 10966          | Am Stadtsee/Stadtpark (54° 18′ 2″ N, 9° 39′ 55″ O)                       | Denkmal für Uwe Jens Lornsen                                          | Durch seine Schrift Ueber das Verfassungswerk in Schleswigholstein wurde Uwe Jens Lornsen zum Vorkämpfer eines geeinigten und unabhängigeren Schleswig-Holsteins. Das Denkmal für ihn wurde 1878 errichtet. Alteintragung (Aktualisierung vorgesehen) - Begründung: Alteintragung (Aktualisierung vorgesehen) - Schutzumfang: Alteintragung (Aktualisierung vorgesehen) - Denkmaltyp: Bauliche Anlage | weitere Fotos \| Fotos hochladen |
| 16353          | An der Marienkirche 4 (54° 18′ 19″ N, 9° 39′ 52″ O)                      | Wohnhaus                                                              | Wohnhaus; Ende 18. Jh.; dreigeschossiger Eckbau, verputzte Frontseiten, vorkragende Obergeschosse über umlaufenden Konsolfries, Flachdach - Begründung: geschichtlich, städtebaulich - Schutzumfang: gesamtes Objekt - Denkmaltyp: Bauliche Anlage | Fotos hochladen                  |
| 4126 Wikidata  | An der Marienkirche 6 (54° 18′ 19″ N, 9° 39′ 54″ O)                      | Kirche St. Marien mit Ausstattung                                     | Die Marienkirche ist eine spätgotische Backsteinhallenkirche und die älteste Kirche in Rendsburg. Die Kirche wurde von 1287 bis 1333 anstelle eine Vorgängerbaues erbaut, der Turm wurde 1579 vollendet. Die Kirchenschiff wurde von 1852 bis 1854 der Turm von 1862 bis 1863 im Stil der Neugotik wieder restauriert. Es ist eine dreischiffige Backsteinhallenkirche. Alteintragung (Aktualisierung vorgesehen) - Begründung: geschichtlich, künstlerisch, städtebaulich - Schutzumfang: gesamtes Objekt - Denkmaltyp: Bauliche Anlage, Sachgesamtheit: Kirche St. Marien                              | weitere Fotos \| Fotos hochladen |
| 3615           | An der Marienkirche 13 (54° 18′ 21″ N, 9° 39′ 53″ O)                     | Wohnhaus                                                              | Alteintragung (Aktualisierung vorgesehen) - Begründung: Alteintragung (Aktualisierung vorgesehen) - Schutzumfang: Alteintragung (Aktualisierung vorgesehen) - Denkmaltyp: Bauliche Anlage | weitere Fotos \| Fotos hochladen |
| 3617           | An der Marienkirche 22 (54° 18′ 19″ N, 9° 39′ 57″ O)                     | Ehem. Archidiakonat                                                   | Alteintragung (Aktualisierung vorgesehen) - Begründung: geschichtlich - Schutzumfang: Alteintragung (Aktualisierung vorgesehen) - Denkmaltyp: Bauliche Anlage, Mehrheit von baulichen Anlagen: Baugruppe An der Marienkirche 21-24 | weitere Fotos \| Fotos hochladen |
| 2427 Wikidata  | Arsenalstraße 2–10 (54° 18′ 4″ N, 9° 39′ 47″ O)                          | Hohes Arsenal (Kulturzentrum)                                         | Alteintragung (Aktualisierung vorgesehen) - Begründung: Alteintragung (Aktualisierung vorgesehen) - Schutzumfang: Alteintragung (Aktualisierung vorgesehen) - Denkmaltyp: Bauliche Anlage | weitere Fotos \| Fotos hochladen |
| 15973          | Arsenalstraße 2–10 (54° 18′ 3″ N, 9° 39′ 46″ O)                          | Hohes und Niederes Arsenal                                            | Alteintragung (Aktualisierung vorgesehen) - Begründung: Alteintragung (Aktualisierung vorgesehen) - Schutzumfang: Alteintragung (Aktualisierung vorgesehen) - Denkmaltyp: Bauliche Anlage | Fotos hochladen                  |
| 17178          | Arsenalstraße 9 (54° 18′ 1″ N, 9° 39′ 39″ O)                             | ehem. Stabsgebäude (Gebäude 9)                                        | Alteintragung (Aktualisierung vorgesehen) - Begründung: Alteintragung (Aktualisierung vorgesehen) - Schutzumfang: Alteintragung (Aktualisierung vorgesehen) - Denkmaltyp: Bauliche Anlage | Fotos hochladen                  |
| 17108          | Arsenalstraße 12 (54° 18′ 2″ N, 9° 39′ 38″ O)                            | ehem. Verheiratetengebäude II (Gebäude 19)                            | Alteintragung (Aktualisierung vorgesehen) - Begründung: Alteintragung (Aktualisierung vorgesehen) - Schutzumfang: Alteintragung (Aktualisierung vorgesehen) - Denkmaltyp: Bauliche Anlage | Fotos hochladen                  |
| 17186          | Arsenalstraße 14 (54° 18′ 3″ N, 9° 39′ 37″ O)                            | Offiziersheim, ehem. Wirtschaftsgebäude (Gebäude 5)                   | Alteintragung (Aktualisierung vorgesehen) - Begründung: Alteintragung (Aktualisierung vorgesehen) - Schutzumfang: Alteintragung (Aktualisierung vorgesehen) - Denkmaltyp: Bauliche Anlage | BW                               |
| 17237          | Arsenalstraße 18–22 (54° 18′ 2″ N, 9° 39′ 32″ O)                         | Großes Mannschaftshaus (Gebäude 4)                                    | Alteintragung (Aktualisierung vorgesehen) - Begründung: Alteintragung (Aktualisierung vorgesehen) - Schutzumfang: Alteintragung (Aktualisierung vorgesehen) - Denkmaltyp: Bauliche Anlage | Fotos hochladen                  |
| 17238          | Arsenalstraße 21–25 (54° 17′ 59″ N, 9° 39′ 31″ O)                        | ehem. Stallgebäude II (Gebäude 14)                                    | Alteintragung (Aktualisierung vorgesehen), ursprünglich erfasst unter Tulipanstraße 11 - Begründung: Alteintragung (Aktualisierung vorgesehen) - Schutzumfang: Alteintragung (Aktualisierung vorgesehen) - Denkmaltyp: Bauliche Anlage | BW                               |
| 15991          | Augustenburger Straße (54° 18′ 25″ N, 9° 41′ 25″ O)                      | Eisenbahn-Viadukt                                                     | Alteintragung (Aktualisierung vorgesehen) - Begründung: Alteintragung (Aktualisierung vorgesehen) - Schutzumfang: Alteintragung (Aktualisierung vorgesehen) - Denkmaltyp: Bauliche Anlage | Fotos hochladen                  |
| 3620           | Bahnhofstraße 12–16 (54° 18′ 10″ N, 9° 40′ 8″ O)                         | Verlagshaus Heinrich Möller & Söhne                                   | Alteintragung (Aktualisierung vorgesehen) - Begründung: Alteintragung (Aktualisierung vorgesehen) - Schutzumfang: Alteintragung (Aktualisierung vorgesehen) - Denkmaltyp: Bauliche Anlage | Fotos hochladen                  |
| 9099           | Berliner Straße 2 (54° 17′ 47″ N, 9° 39′ 50″ O)                          | ehem. Kreisbahnhof (Haus der Verbände)                                | Alteintragung (Aktualisierung vorgesehen) - Begründung: geschichtlich, künstlerisch, städtebaulich - Schutzumfang: Alteintragung (Aktualisierung vorgesehen) - Denkmaltyp: Bauliche Anlage | weitere Fotos \| Fotos hochladen |
| 16939 Wikidata | Blenkinsopstraße 50 (54° 17′ 58″ N, 9° 41′ 48″ O)                        | Wasserturm, Gebäude XIX                                               | schoss und achteckigem Zeltdach, Backsteinziergliederung, im Inneren Barkhausenbehälter - Begründung: geschichtlich, städtebaulich, technisch, Kulturlandschaft prägend - Schutzumfang: gesamtes Objekt - Denkmaltyp: Bauliche Anlage, Sachgesamtheit: Saatsee-Werft | weitere Fotos \| Fotos hochladen |
| 16471 Wikidata | Blenkinsopstraße (54° 17′ 58″ N, 9° 41′ 46″ O)                           | Eisenbahn-Viadukt                                                     | Alteintragung (Aktualisierung vorgesehen) - Begründung: Alteintragung (Aktualisierung vorgesehen) - Schutzumfang: Alteintragung (Aktualisierung vorgesehen) - Denkmaltyp: Bauliche Anlage | Fotos hochladen                  |
| 3621 Wikidata  | Denkerstraße 1 (54° 18′ 23″ N, 9° 39′ 49″ O)                             | Ehemalige Kornwassermühle                                             | ehem. Kornwassermühle; um 1729; zweigeschossiger Backsteinbau mit Halbwalmdach, Eckquaderung und geschossteilenden Backsteinbändern, Monogrammkartusche König Friedrichs IV. an Ostgiebel; eiserne Schwengelpumpe neben Haupteingang. Objekt eventuell identisch mit Mühlenstraße 15 (siehe unten). - Begründung: geschichtlich, städtebaulich - Schutzumfang: gesamtes Äußeres, Schwengelpumpe - Denkmaltyp: Bauliche Anlage | weitere Fotos \| Fotos hochladen |
| 3622 Wikidata  | Denkerstraße 3 (54° 18′ 23″ N, 9° 39′ 48″ O)                             | Wohnhaus                                                              | Alteintragung (Aktualisierung vorgesehen) - Begründung: Alteintragung (Aktualisierung vorgesehen) - Schutzumfang: Alteintragung (Aktualisierung vorgesehen) - Denkmaltyp: Bauliche Anlage | weitere Fotos \| Fotos hochladen |
| 3623 Wikidata  | Denkerstraße 23 (54° 18′ 26″ N, 9° 39′ 42″ O)                            | Bürgerhaus                                                            | Alteintragung (Aktualisierung vorgesehen) - Begründung: Alteintragung (Aktualisierung vorgesehen) - Schutzumfang: Alteintragung (Aktualisierung vorgesehen) - Denkmaltyp: Bauliche Anlage | weitere Fotos \| Fotos hochladen |
| 3624           | Denkerstraße 25 (54° 18′ 26″ N, 9° 39′ 42″ O)                            | Wohn- und Geschäftshaus                                               | Alteintragung (Aktualisierung vorgesehen) - Begründung: geschichtlich, städtebaulich - Schutzumfang: Alteintragung (Aktualisierung vorgesehen) - Denkmaltyp: Bauliche Anlage | weitere Fotos \| Fotos hochladen |
| 16858          | Elefantenstraße 11 (54° 17′ 56″ N, 9° 39′ 36″ O)                         | ehem. Kranken-Pferdestall (Gebäude 15 c)                              | Alteintragung (Aktualisierung vorgesehen) - Begründung: Alteintragung (Aktualisierung vorgesehen) - Schutzumfang: Alteintragung (Aktualisierung vorgesehen) - Denkmaltyp: Bauliche Anlage | BW                               |
| 16749          | Elefantenstraße 12 (54° 17′ 56″ N, 9° 39′ 34″ O)                         | ehem. Reitbahn (Gebäude 20)                                           | Alteintragung (Aktualisierung vorgesehen) - Begründung: Alteintragung (Aktualisierung vorgesehen) - Schutzumfang: Alteintragung (Aktualisierung vorgesehen) - Denkmaltyp: Bauliche Anlage | BW                               |
| 16394          | Elefantenstraße 13–15 (54° 17′ 57″ N, 9° 39′ 34″ O)                      | ehem. Stallgebäude IV (Gebäude 22)                                    | Alteintragung (Aktualisierung vorgesehen) - Begründung: Alteintragung (Aktualisierung vorgesehen) - Schutzumfang: Alteintragung (Aktualisierung vorgesehen) - Denkmaltyp: Bauliche Anlage | BW                               |
| 17073          | Elephantenstraße 16–18 (54° 17′ 59″ N, 9° 39′ 35″ O)                     | ehem. Stallgebäude I (Gebäude 13)                                     | Alteintragung (Aktualisierung vorgesehen), ursprünglich erfasst unter Tulipanstraße 11 - Begründung: Alteintragung (Aktualisierung vorgesehen) - Schutzumfang: Alteintragung (Aktualisierung vorgesehen) - Denkmaltyp: Bauliche Anlage | BW                               |
| 32259          | Elefantenstraße u. a. (54° 17′ 56″ N, 9° 39′ 34″ O)                      | Umfassungsmauer                                                       | Alteintragung (Aktualisierung vorgesehen) - Begründung: Alteintragung (Aktualisierung vorgesehen) - Schutzumfang: Alteintragung (Aktualisierung vorgesehen) - Denkmaltyp: Bauliche Anlage | BW                               |
| 16832          | Graf-von-Stauffenberg-Straße 2 (54° 17′ 47″ N, 9° 40′ 9″ O)              | ehem. Exerzierhalle                                                   | ehem. Exerzierhalle; letztes Viertel 19. Jh.; langgestreckter eingeschossiger Backsteinbau mit flach geneigtem Satteldach, große Rundbogentore an nordöstlicher Längsseite - Begründung: geschichtlich, städtebaulich - Schutzumfang: ehem. Exerzierhalle, - Denkmaltyp: Bauliche Anlage | BW                               |
| 16281          | Graf-von-Stauffenberg-Straße 12 (54° 17′ 45″ N, 9° 40′ 6″ O)             | ehem. Pferdestall                                                     | ehem. Pferdestall; letztes Viertel 19. Jh.; eingeschossiger Backsteinbau mit traufseitiger Gliederung durch Segmentbogenfenster unter Satteldach, giebelseitige Toröffnungen, im Inneren bauzeitliches Tragwerk und Futtertröge - Begründung: geschichtlich, städtebaulich - Schutzumfang: ehem. Pferdestall, - Denkmaltyp: Bauliche Anlage | BW                               |
| 3633 Wikidata  | Hans-Heinrich-Beisenkötter-Platz 1 (54° 18′ 14″ N, 9° 40′ 3″ O)          | Stadttheater (ehemalige Stadthalle)                                   | Stadttheater (ehem. Stadthalle); 1900/01, 1928/29 umgestaltet, nach Entwurf des Altonaer Architekten Albert Winkler; stattlicher mehrflügeliger Stahlskelettbau mit Putzfassaden in repräsentativen Neorenaissanceformen über hohem rustizierendem Sockelgeschoss; Theatervorplatz mit zwei Gaslaternen und Freiplastik - Begründung: geschichtlich, künstlerisch, städtebaulich - Schutzumfang: Stadttheater (ehem. Stadthalle), Theatervorplatz, zwei Gaslaternen, Freiplastik „Rendsburger Eva“ - Denkmaltyp: Bauliche Anlage                                                                         | weitere Fotos \| Fotos hochladen |
| 16257          | Herrenstraße 7 (54° 18′ 0″ N, 9° 40′ 8″ O)                               | Wohnhaus                                                              | Wohnhaus; zweite Hälfte 18. Jh., Fassade Mitte 19. Jh.; zweigeschossiger giebelständiger Fachwerkbau von drei Achsen mit vorgesetzter Backsteinfassade unter Schopfwalmdach, gemauertes Rautenrelief - Begründung: geschichtlich, städtebaulich - Schutzumfang: gesamtes Äußeres, - Denkmaltyp: Bauliche Anlage | BW                               |
| 3058           | Herrenstraße 17 (54° 18′ 5″ N, 9° 40′ 8″ O)                              | Ehemaliger Materialhof                                                | Alteintragung (Aktualisierung vorgesehen) - Begründung: geschichtlich, städtebaulich - Schutzumfang: gesamtes Objekt - Denkmaltyp: Bauliche Anlage | weitere Fotos \| Fotos hochladen |
| 10905          | Herrenstraße 20 (54° 18′ 8″ N, 9° 40′ 10″ O)                             | ehem. Dienstwohngebäude der Trainkaserne                              | ehem. Dienstwohngebäude der Trainkaserne; 1870er Jahre, Architekt Bauinspektor Edens; unterkellerter, dreigeschossiger gelber Backsteinbau unter flachem Walmdach mit Drempelgeschoss - Begründung: geschichtlich, städtebaulich - Schutzumfang: ehem. Dienstwohngebäude der Trainkaserne, - Denkmaltyp: Bauliche Anlage | Fotos hochladen                  |
| 17176 Wikidata | Herrenstraße 23 (54° 18′ 4″ N, 9° 40′ 11″ O)                             | Kath. Kirche St. Martin                                               | Kath. Kirche St. Martin; 1966/67; Architekt Karlheinz Bargholz; auf deltoidförmigen Grundriss errichtete Kirche in Beton-Ziegel-Bauweise unter hyperbolisch-paraboloidem Betonschalendach; im Westen freistehender Glockenturm als nadelspitze Stahlbetonkonstruktion mit Edelstahlplatten-Verkleidung - Schutzumfang: Kath. Kirche St. Martin, Glockenturm - Begründung: Geschichtlich, Künstlerisch, Städtebaulich | weitere Fotos \| Fotos hochladen |
| 3625           | Hohe Straße 7 (54° 18′ 17″ N, 9° 39′ 47″ O)                              | Geschäfts- und Bürgerhaus                                             | Alteintragung (Aktualisierung vorgesehen) - Begründung: Alteintragung (Aktualisierung vorgesehen) - Schutzumfang: Alteintragung (Aktualisierung vorgesehen) - Denkmaltyp: Bauliche Anlage | weitere Fotos \| Fotos hochladen |
| 3626           | Hollesenstraße 2 (54° 18′ 29″ N, 9° 39′ 33″ O)                           | Wohn- und Geschäftshaus                                               | Alteintragung (Aktualisierung vorgesehen) - Begründung: Alteintragung (Aktualisierung vorgesehen) - Schutzumfang: Alteintragung (Aktualisierung vorgesehen) - Denkmaltyp: Bauliche Anlage | Fotos hochladen                  |
| 3627           | Hollesenstraße 4 (54° 18′ 28″ N, 9° 39′ 32″ O)                           | Wohn- und Geschäftshaus                                               | Alteintragung (Aktualisierung vorgesehen) - Begründung: Alteintragung (Aktualisierung vorgesehen) - Schutzumfang: Alteintragung (Aktualisierung vorgesehen) - Denkmaltyp: Bauliche Anlage | Fotos hochladen                  |
| 3628           | Hollesenstraße 6 (54° 18′ 28″ N, 9° 39′ 31″ O)                           | Wohnhaus                                                              | Alteintragung (Aktualisierung vorgesehen) - Begründung: Alteintragung (Aktualisierung vorgesehen) - Schutzumfang: Alteintragung (Aktualisierung vorgesehen) - Denkmaltyp: Bauliche Anlage | Fotos hochladen                  |
| 3629           | Hollesenstraße 8 (54° 18′ 28″ N, 9° 39′ 30″ O)                           | Wohn- und Geschäftshaus                                               | Alteintragung (Aktualisierung vorgesehen) - Begründung: Alteintragung (Aktualisierung vorgesehen) - Schutzumfang: Alteintragung (Aktualisierung vorgesehen) - Denkmaltyp: Bauliche Anlage | Fotos hochladen                  |
| 10888          | Hollesenstraße 10 (54° 18′ 28″ N, 9° 39′ 29″ O)                          | Früheres Zollhof-Gebäude, ehemaliges Garagengebäude der Firma Zerssen | Alteintragung (Aktualisierung vorgesehen) - Begründung: Alteintragung (Aktualisierung vorgesehen) - Schutzumfang: Alteintragung (Aktualisierung vorgesehen) - Denkmaltyp: Bauliche Anlage | weitere Fotos \| Fotos hochladen |
| 3630           | Hollesenstraße 14 (54° 18′ 28″ N, 9° 39′ 25″ O)                          | ehem. Zollamt                                                         | Alteintragung (Aktualisierung vorgesehen) - Begründung: Alteintragung (Aktualisierung vorgesehen) - Schutzumfang: Alteintragung (Aktualisierung vorgesehen) - Denkmaltyp: Bauliche Anlage | Fotos hochladen                  |
| 3631           | Hollesenstraße 15 (54° 18′ 25″ N, 9° 39′ 22″ O)                          | Kanalpackhaus                                                         | Alteintragung (Aktualisierung vorgesehen) - Begründung: Alteintragung (Aktualisierung vorgesehen) - Schutzumfang: Alteintragung (Aktualisierung vorgesehen) - Denkmaltyp: Bauliche Anlage | weitere Fotos \| Fotos hochladen |
| 13543          | Hollesenstraße 27 (54° 18′ 26″ N, 9° 39′ 10″ O)                          | ehem. Villa Ditting                                                   | Alteintragung (Aktualisierung vorgesehen) - Begründung: geschichtlich, künstlerisch, städtebaulich - Schutzumfang: gesamtes Objekt - Denkmaltyp: Bauliche Anlage | Fotos hochladen                  |
| 13542          | Hollesenstraße 27 c (54° 18′ 26″ N, 9° 39′ 11″ O)                        | Villa Ditting: Nebengebäude                                           | Alteintragung (Aktualisierung vorgesehen) - Begründung: geschichtlich, künstlerisch, städtebaulich - Schutzumfang: gesamtes Objekt - Denkmaltyp: Bauliche Anlage | BW                               |
| 9413           | Holsteiner Straße 10 (54° 18′ 21″ N, 9° 39′ 37″ O)                       | ehem. Speicher                                                        | Alteintragung (Aktualisierung vorgesehen) - Begründung: geschichtlich, künstlerisch, städtebaulich - Schutzumfang: gesamtes Objekt - Denkmaltyp: Bauliche Anlage | Fotos hochladen                  |
| 16943          | Holstenstraße 5 (54° 18′ 8″ N, 9° 40′ 6″ O)                              | ehem. Reichsbankzweigstelle                                           | ehem. Reichbankzweigstelle; 1904/05, Architekt Julius Habicht; zweigeschossiger Backsteinbau auf hohem Quadersockel unter hohem, anschwingendem Walmdach, reichhaltiges Fassadendekor aus Sandstein - Begründung: geschichtlich, künstlerisch, städtebaulich - Schutzumfang: ehem. Reichsbankzweigstelle, - Denkmaltyp: Bauliche Anlage | Fotos hochladen                  |
| 16802          | Holstenstraße 6 (54° 18′ 9″ N, 9° 40′ 6″ O)                              | Mehrfamilienhaus mit Büro                                             | Mehrfamilienhaus mit Büro; 1913; Architekt und Bauherr Hermann Rohwer; viergeschossiger Backsteinbau unter auskragendem Schopfwalmdach mit Kranzgesims, durch Balkone und Rechteckerker betonte Mittelachse, ab 1927 Architekturbüro Rohwer im hofseitigen Flügelanbau, Bauinschrift - Begründung: geschichtlich, städtebaulich - Schutzumfang: Mehrfamilienhaus mit Büro, - Denkmaltyp: Bauliche Anlage | Fotos hochladen                  |
| 16742          | Idstedtstraße 1–5 (54° 18′ 15″ N, 9° 40′ 45″ O)                          | Reihenhaus                                                            | Alteintragung (Aktualisierung vorgesehen) - Begründung: Alteintragung (Aktualisierung vorgesehen) - Schutzumfang: Alteintragung (Aktualisierung vorgesehen) - Denkmaltyp: Bauliche Anlage | Fotos hochladen                  |
| 3632           | Idstedtstraße 1–59 (54° 18′ 11″ N, 9° 40′ 46″ O)                         | Wohnsiedlung Idstedtstraße                                            | Alteintragung (Aktualisierung vorgesehen) - Begründung: Alteintragung (Aktualisierung vorgesehen) - Schutzumfang: Alteintragung (Aktualisierung vorgesehen) - Denkmaltyp: Bauliche Anlage | Fotos hochladen                  |
| 16859          | Idstedtstraße 2–10 (54° 18′ 12″ N, 9° 40′ 45″ O)                         | Reihenhaus                                                            | Alteintragung (Aktualisierung vorgesehen) - Begründung: Alteintragung (Aktualisierung vorgesehen) - Schutzumfang: Alteintragung (Aktualisierung vorgesehen) - Denkmaltyp: Bauliche Anlage | Fotos hochladen                  |
| 15753          | Idstedtstraße 7–21 (54° 18′ 13″ N, 9° 40′ 46″ O)                         | Reihenhaus                                                            | Alteintragung (Aktualisierung vorgesehen) - Begründung: Alteintragung (Aktualisierung vorgesehen) - Schutzumfang: Alteintragung (Aktualisierung vorgesehen) - Denkmaltyp: Bauliche Anlage | Fotos hochladen                  |
| 15962          | Idstedtstraße 12–18 (54° 18′ 11″ N, 9° 40′ 45″ O)                        | Reihenhaus                                                            | Alteintragung (Aktualisierung vorgesehen) - Begründung: Alteintragung (Aktualisierung vorgesehen) - Schutzumfang: Alteintragung (Aktualisierung vorgesehen) - Denkmaltyp: Bauliche Anlage | Fotos hochladen                  |
| 16178          | Idstedtstraße 20–26 (54° 18′ 10″ N, 9° 40′ 46″ O)                        | Reihenhaus                                                            | Alteintragung (Aktualisierung vorgesehen) - Begründung: Alteintragung (Aktualisierung vorgesehen) - Schutzumfang: Alteintragung (Aktualisierung vorgesehen) - Denkmaltyp: Bauliche Anlage | Fotos hochladen                  |
| 16579          | Idstedtstraße 23–35 (54° 18′ 11″ N, 9° 40′ 47″ O)                        | Reihenhaus                                                            | Alteintragung (Aktualisierung vorgesehen) - Begründung: Alteintragung (Aktualisierung vorgesehen) - Schutzumfang: Alteintragung (Aktualisierung vorgesehen) - Denkmaltyp: Bauliche Anlage | Fotos hochladen                  |
| 16719          | Idstedtstraße 28–34 (54° 18′ 9″ N, 9° 40′ 46″ O)                         | Reihenhaus                                                            | Alteintragung (Aktualisierung vorgesehen) - Begründung: Alteintragung (Aktualisierung vorgesehen) - Schutzumfang: Alteintragung (Aktualisierung vorgesehen) - Denkmaltyp: Bauliche Anlage | Fotos hochladen                  |
| 16568          | Idstedtstraße 37–43 (54° 18′ 10″ N, 9° 40′ 48″ O)                        | Reihenhaus                                                            | Alteintragung (Aktualisierung vorgesehen) - Begründung: Alteintragung (Aktualisierung vorgesehen) - Schutzumfang: Alteintragung (Aktualisierung vorgesehen) - Denkmaltyp: Bauliche Anlage | Fotos hochladen                  |
| 16578          | Idstedtstraße 45–57 (54° 18′ 8″ N, 9° 40′ 48″ O)                         | Reihenhaus                                                            | Alteintragung (Aktualisierung vorgesehen) - Begründung: Alteintragung (Aktualisierung vorgesehen) - Schutzumfang: Alteintragung (Aktualisierung vorgesehen) - Denkmaltyp: Bauliche Anlage | Fotos hochladen                  |
| 16886 Wikidata | Jungfernstieg 3–5a (54° 18′ 14″ N, 9° 40′ 1″ O)                          | ehem. Kaiserliches Postamt                                            | Postamt; 1879–81, Architekt Ernst M. Hake; zweigeschossiger, polychromer Backsteinbau mit Satteldach, Eckturm und Seitenrisaliten - Begründung: geschichtlich, städtebaulich - Schutzumfang: ehem. Kaiserliches Postamt, - Denkmaltyp: Bauliche Anlage | Fotos hochladen                  |
| 3634 Wikidata  | Jungfernstieg 19 (54° 18′ 6″ N, 9° 39′ 59″ O)                            | Pellihof                                                              | Der Pellihof wurde von 1722 bis 1723 von Dominicus Pelli erbaut. Heute befindet sich hier das Hotel Pellihof. Alteintragung (Aktualisierung vorgesehen) - Begründung: Alteintragung (Aktualisierung vorgesehen) - Schutzumfang: Alteintragung (Aktualisierung vorgesehen) - Denkmaltyp: Bauliche Anlage | weitere Fotos \| Fotos hochladen |
| 16683          | Kaiserstraße 9–19 (54° 17′ 55″ N, 9° 40′ 16″ O)                          | ehem. Körner- und Mehlmagazin                                         | Das Magazin wurde 1898/1899 erbaut. Es ist ein fünfstöckiges Haus hat 11 Achsen, das Satteldach ist flach. Alteintragung (Aktualisierung vorgesehen) - Begründung: geschichtlich, städtebaulich - Schutzumfang: gesamtes Objekt - Denkmaltyp: Bauliche Anlage | Fotos hochladen                  |
| 8752           | Kaiserstraße 21 (54° 17′ 49″ N, 9° 40′ 18″ O)                            | ehem. Ökonomiegebäude                                                 | Alteintragung (Aktualisierung vorgesehen) - Begründung: Alteintragung (Aktualisierung vorgesehen) - Schutzumfang: Alteintragung (Aktualisierung vorgesehen) - Denkmaltyp: Bauliche Anlage | Fotos hochladen                  |
| 8779           | Kaiserstraße 23 (54° 17′ 50″ N, 9° 40′ 21″ O)                            | Ehemaliges Garnisonlazarett                                           | Alteintragung (Aktualisierung vorgesehen) - Begründung: Alteintragung (Aktualisierung vorgesehen) - Schutzumfang: Alteintragung (Aktualisierung vorgesehen) - Denkmaltyp: Bauliche Anlage | Fotos hochladen                  |
| 9783           | Kaiserstraße 24–30 (54° 17′ 46″ N, 9° 40′ 15″ O)                         | sog. Uhrenblock                                                       | sog. Uhrenblock; 1879–81, Architekt Bauinspektor Gerasch; langgestreckter viergeschossiger Backsteinbau über hohem Kellergeschoss mit kräftigen erhöhten Mittel- und Seitenflügeln unter flachem Walm- bzw. Satteldach - Begründung: geschichtlich, städtebaulich - Schutzumfang: sog. Uhrenblock, - Denkmaltyp: Bauliche Anlage | BW                               |
| 16662          | Kanalufer 16 (54° 17′ 27″ N, 9° 39′ 36″ O)                               | Wohnhaus                                                              | Wohngebäude; 1911, Architekt: Hermann Rohwer; zweigeschossiger Putzbau mit Walmdach, Mittelrisalit mit flankierenden Standerkern, früher Vertreter der Heimatschutzarchitektur - Begründung: geschichtlich, städtebaulich - Schutzumfang: gesamtes Objekt - Denkmaltyp: Bauliche Anlage | BW                               |
| 4003           | Kanzleistraße 7 (54° 17′ 56″ N, 9° 40′ 0″ O)                             | ehem. Schulhaus des Arbeiterbildungsvereins                           | Alteintragung (Aktualisierung vorgesehen) - Begründung: Alteintragung (Aktualisierung vorgesehen) - Schutzumfang: Alteintragung (Aktualisierung vorgesehen) - Denkmaltyp: Bauliche Anlage | Fotos hochladen                  |
| 15909          | Kanzleistraße 12 - 13 (54° 17′ 57″ N, 9° 40′ 1″ O)                       | Wohn- und Geschäftshaus                                               | Wohn- und Geschäftshaus; 1909, Planer Friedrich Haase, Bauherr Johannes Börm; dreigeschossiger Backsteinbau mit ausgebautem Kieler Dach in Jugendstilformen gegliedert, im verputzten Erdgeschoss bauzeitliche Ladenzonen; bauzeitliche Innenausstattung - Begründung: geschichtlich, städtebaulich - Schutzumfang: Wohn- und Geschäftshaus, - Denkmaltyp: Bauliche Anlage | BW                               |
| 17170          | Kieler Straße 27 (54° 18′ 17″ N, 9° 40′ 32″ O)                           | Christian-Timm-Schule                                                 | Benannt nach dem ehemaligen Bürgermeister der Stadt Rendsburg, Christian Timm; Christian-Timm-Schule; 1928/29, Architekten H. Höger und H. Rohwer; dreigeschossiger Klinkerbreitbau über T-förmigem Grundriss unter hohem Walmdach, fünf Steinfiguren an Westfassade von L. Kunstmann; Bronzebüste von H. Jepsen - Schutzumfang: Christian-Timm-Schule, Bronzebüste Christian Timm - Begründung: Geschichtlich, Künstlerisch, Städtebaulich | weitere Fotos \| Fotos hochladen |
| 15908          | Kieler Straße 32 (54° 18′ 15″ N, 9° 40′ 45″ O)                           | Eckladen                                                              | Alteintragung (Aktualisierung vorgesehen) - Begründung: Alteintragung (Aktualisierung vorgesehen) - Schutzumfang: Alteintragung (Aktualisierung vorgesehen) - Denkmaltyp: Bauliche Anlage | Fotos hochladen                  |
| 15931          | Kieler Straße 32–36a (54° 18′ 15″ N, 9° 40′ 47″ O)                       | Wohnsiedlung Idstedtstraße                                            | Alteintragung (Aktualisierung vorgesehen) - Begründung: Alteintragung (Aktualisierung vorgesehen) - Schutzumfang: Alteintragung (Aktualisierung vorgesehen) - Denkmaltyp: Bauliche Anlage | Fotos hochladen                  |
| 16028          | Kieler Straße 34–34a (54° 18′ 15″ N, 9° 40′ 46″ O)                       | Wohnsiedlung Idstedtstraße                                            | Alteintragung (Aktualisierung vorgesehen) - Begründung: Alteintragung (Aktualisierung vorgesehen) - Schutzumfang: Alteintragung (Aktualisierung vorgesehen) - Denkmaltyp: Bauliche Anlage | BW                               |
| 16029          | Kieler Straße 36–36a (54° 18′ 15″ N, 9° 40′ 47″ O)                       | Doppelwohnhaus                                                        | Alteintragung (Aktualisierung vorgesehen) - Begründung: Alteintragung (Aktualisierung vorgesehen) - Schutzumfang: Alteintragung (Aktualisierung vorgesehen) - Denkmaltyp: Bauliche Anlage | BW                               |
| 4023           | Kieler Straße 81 (54° 18′ 36″ N, 9° 42′ 36″ O)                           | ehem. Direktorenvilla                                                 | Alteintragung (Aktualisierung vorgesehen) - Begründung: geschichtlich, künstlerisch - Schutzumfang: ehem. Direktorenvilla, Villengarten - Denkmaltyp: Bauliche Anlage | Fotos hochladen                  |
| 10529          | Kieler Straße 81 (54° 18′ 34″ N, 9° 42′ 37″ O)                           | Redoute Nr. 12                                                        | Alteintragung (Aktualisierung vorgesehen) - Begründung: Alteintragung (Aktualisierung vorgesehen) - Schutzumfang: Alteintragung (Aktualisierung vorgesehen) - Denkmaltyp: Bauliche Anlage | BW                               |
| 10530          | Kieler Straße 81 (54° 18′ 39″ N, 9° 42′ 36″ O)                           | ehem. Gaststätte Nobiskrug                                            | Alteintragung (Aktualisierung vorgesehen) - Begründung: Alteintragung (Aktualisierung vorgesehen) - Schutzumfang: Alteintragung (Aktualisierung vorgesehen) - Denkmaltyp: Bauliche Anlage | Fotos hochladen                  |
| 3635           | Kirchenstraße 8 (54° 17′ 57″ N, 9° 39′ 44″ O)                            | Wohnhaus                                                              | Alteintragung (Aktualisierung vorgesehen) - Begründung: geschichtlich, städtebaulich - Schutzumfang: gesamtes Äußeres - Denkmaltyp: Bauliche Anlage | Fotos hochladen                  |
| 3636           | Königinstraße 1 (54° 17′ 58″ N, 9° 39′ 50″ O)                            | Ehemalige Superintendentur                                            | Alteintragung (Aktualisierung vorgesehen) - Begründung: Alteintragung (Aktualisierung vorgesehen) - Schutzumfang: Alteintragung (Aktualisierung vorgesehen) - Denkmaltyp: Bauliche Anlage | weitere Fotos \| Fotos hochladen |
| 3637           | Königinstraße 3 (54° 17′ 57″ N, 9° 39′ 50″ O)                            | Wohnhaus                                                              | Alteintragung (Aktualisierung vorgesehen) - Begründung: Alteintragung (Aktualisierung vorgesehen) - Schutzumfang: Alteintragung (Aktualisierung vorgesehen) - Denkmaltyp: Bauliche Anlage | weitere Fotos \| Fotos hochladen |
| 3638           | Königinstraße 5 (54° 17′ 57″ N, 9° 39′ 50″ O)                            | Wohnhaus                                                              | Alteintragung (Aktualisierung vorgesehen) - Begründung: Alteintragung (Aktualisierung vorgesehen) - Schutzumfang: Alteintragung (Aktualisierung vorgesehen) - Denkmaltyp: Bauliche Anlage | weitere Fotos \| Fotos hochladen |
| 16344          | Königstraße 17 (54° 17′ 50″ N, 9° 39′ 53″ O)                             | Amtsgericht                                                           | Amtsgericht; 1898–03, Architekt Regierungsbaurat Klopsch; zweigeschossiger Ziegelbau in gotisierenden Stilformen mit Stufengiebeln, Walm- und Satteldächern, repräsentativer Hauptbau und langgestreckter Büroflügel, von Türmchen flankierter Eingangsrisalit mit Zinnenattika und gestuftem Spitzbogenportal, Treppenhaus in neuromanischen Formen - Begründung: geschichtlich, künstlerisch, städtebaulich - Schutzumfang: gesamtes Objekt - Denkmaltyp: Bauliche Anlage, Sachgesamtheit: Amtsgericht mit Gefängnis und Aufseherwohnhaus                                                              | weitere Fotos \| Fotos hochladen |
| 1155           | Königstraße 23 (54° 17′ 56″ N, 9° 39′ 54″ O)                             | Wohn- und Geschäftshaus                                               | Wohn- und Geschäftshaus; 18. Jh.; zweigeschossiges, verputztes Fachwerkeckhaus unter hartgedecktem Walmdach, der Hauptzugang durch Giebelgebälk auf Konsolen bekrönt - Begründung: geschichtlich, städtebaulich - Schutzumfang: Wohn- und Geschäftshaus, - Denkmaltyp: Bauliche Anlage | weitere Fotos \| Fotos hochladen |
| 15957          | Königstraße 17 (54° 17′ 49″ N, 9° 39′ 53″ O)                             | Gefängnis                                                             | Gefängnis; 1903/04, Architekt Regierungsbaurat Klopsch; dreigeschossiger Ziegelbau mit schlichter Putzgliederung, im Osten querhausartig angesetzter Verwaltungstrakt mit großem Thermenfenster, den Gefängnishof umgebende Ziegelmauer - Begründung: geschichtlich, städtebaulich - Schutzumfang: Gefängnis, Gefängnismauer - Denkmaltyp: Bauliche Anlage, Sachgesamtheit: Amtsgericht mit Gefängnis und Aufseherwohnhaus | Fotos hochladen                  |
| 1156           | Königstraße 24 (54° 17′ 57″ N, 9° 39′ 54″ O)                             | Wohn- und Geschäftshaus                                               | Alteintragung (Aktualisierung vorgesehen) - Begründung: Alteintragung (Aktualisierung vorgesehen) - Schutzumfang: Alteintragung (Aktualisierung vorgesehen) - Denkmaltyp: Bauliche Anlage | weitere Fotos \| Fotos hochladen |
| 2629           | Königstraße 24 (54° 17′ 57″ N, 9° 39′ 53″ O)                             | Speicher, Hinterhofgebäude                                            | Alteintragung (Aktualisierung vorgesehen) - Begründung: Alteintragung (Aktualisierung vorgesehen) - Schutzumfang: Alteintragung (Aktualisierung vorgesehen) - Denkmaltyp: Bauliche Anlage | BW                               |
| 219            | Königstraße 25 (54° 17′ 58″ N, 9° 39′ 54″ O)                             | Wohn- und Geschäftshaus                                               | Alteintragung (Aktualisierung vorgesehen) - Begründung: Alteintragung (Aktualisierung vorgesehen) - Schutzumfang: Alteintragung (Aktualisierung vorgesehen) - Denkmaltyp: Bauliche Anlage | weitere Fotos \| Fotos hochladen |
| 3639           | Königstraße 26 (54° 17′ 58″ N, 9° 39′ 53″ O)                             | Wohn- und Geschäftshaus                                               | Alteintragung (Aktualisierung vorgesehen) - Begründung: Alteintragung (Aktualisierung vorgesehen) - Schutzumfang: Alteintragung (Aktualisierung vorgesehen) - Denkmaltyp: Bauliche Anlage | weitere Fotos \| Fotos hochladen |
| 3640           | Kronprinzenstraße 21 (54° 17′ 56″ N, 9° 39′ 58″ O)                       | Wohnhaus                                                              | Alteintragung (Aktualisierung vorgesehen) - Begründung: Alteintragung (Aktualisierung vorgesehen) - Schutzumfang: Alteintragung (Aktualisierung vorgesehen) - Denkmaltyp: Bauliche Anlage | Fotos hochladen                  |
| 55028          | Lilienstraße 20 -28 (54° 17′ 49″ N, 9° 39′ 35″ O)                        | Fußwegüberdachung                                                     | Fußwegüberdachung; 1978, Entwurf Georg Weiland; geschwungen angeordnete Folge, pilzförmiger Betonstelen, deren Schirme als geschweifte Dachplatten laubengangartig übereinander greifen - Begründung: künstlerisch, städtebaulich - Schutzumfang: Fußwegüberdachung, - Denkmaltyp: Bauliche Anlage | BW                               |
| 3641           | Löwenstraße 5 (54° 17′ 55″ N, 9° 39′ 53″ O)                              | Wohnhaus                                                              | Alteintragung (Aktualisierung vorgesehen) - Begründung: Alteintragung (Aktualisierung vorgesehen) - Schutzumfang: Alteintragung (Aktualisierung vorgesehen) - Denkmaltyp: Bauliche Anlage | Fotos hochladen                  |
| 3642           | Löwenstraße 8 (54° 17′ 55″ N, 9° 39′ 51″ O)                              | Wohnhaus                                                              | Alteintragung (Aktualisierung vorgesehen) - Begründung: Alteintragung (Aktualisierung vorgesehen) - Schutzumfang: Alteintragung (Aktualisierung vorgesehen) - Denkmaltyp: Bauliche Anlage | Fotos hochladen                  |
| 3643           | Löwenstraße 19 (54° 17′ 56″ N, 9° 39′ 57″ O)                             | Wohnhaus mit Büronutzung                                              | Alteintragung (Aktualisierung vorgesehen) - Begründung: Alteintragung (Aktualisierung vorgesehen) - Schutzumfang: Alteintragung (Aktualisierung vorgesehen) - Denkmaltyp: Bauliche Anlage | Fotos hochladen                  |
| 33108 Wikidata | Materialhofstraße 1 (54° 18′ 6″ N, 9° 39′ 59″ O)                         | Pellihof                                                              | Seitenflügel mit Restaurant; Alteintragung (Aktualisierung vorgesehen) - Begründung: Alteintragung (Aktualisierung vorgesehen) - Schutzumfang: Alteintragung (Aktualisierung vorgesehen) - Denkmaltyp: Bauliche Anlage | weitere Fotos \| Fotos hochladen |
| 16247 Wikidata | Materialhofstraße 1c (54° 18′ 5″ N, 9° 40′ 0″ O)                         | Materialhof: Seitenflügel                                             | Alteintragung (Aktualisierung vorgesehen) - Begründung: Alteintragung (Aktualisierung vorgesehen) - Schutzumfang: Alteintragung (Aktualisierung vorgesehen) - Denkmaltyp: Bauliche Anlage | Fotos hochladen                  |
| 3661           | Materialhofstraße 9–10 (54° 18′ 3″ N, 9° 40′ 3″ O)                       | ehem. Provianthaus                                                    | (Traindepot/Materialhof) heute Augenklinik; Alteintragung (Aktualisierung vorgesehen) - Begründung: Alteintragung (Aktualisierung vorgesehen) - Schutzumfang: Alteintragung (Aktualisierung vorgesehen) - Denkmaltyp: Bauliche Anlage | weitere Fotos \| Fotos hochladen |
| 3644           | Mühlenstraße 1 (54° 18′ 18″ N, 9° 39′ 50″ O)                             | Bürgerhaus                                                            | Alteintragung (Aktualisierung vorgesehen) - Begründung: Alteintragung (Aktualisierung vorgesehen) - Schutzumfang: Alteintragung (Aktualisierung vorgesehen) - Denkmaltyp: Bauliche Anlage | Fotos hochladen                  |
| 17319          | Mühlenstraße 15 (54° 18′ 22″ N, 9° 39′ 51″ O)                            | ehem. Kornwassermühle                                                 | Alteintragung (Aktualisierung vorgesehen) - Begründung: Alteintragung (Aktualisierung vorgesehen) - Schutzumfang: Alteintragung (Aktualisierung vorgesehen) - Denkmaltyp: Bauliche Anlage Objekt eventuell identisch mit Denkerstraße 1 (siehe oben) | Fotos hochladen                  |
| 3645           | Mühlenstraße 32 (54° 18′ 18″ N, 9° 39′ 52″ O)                            | Bürgerhaus                                                            | Bürgerhaus; um 1740, rückwärtiger Anbau um 1788, Fassade erste Hälfte 19. Jh.; traufständiges zweigeschossiges Fachwerkgebäude mit Putzfassade über hohem Kellergeschoss und Satteldach, reiche Stuckornamentik; Bronzeplastik „Stutenhanna“ (1957) - Begründung: geschichtlich, künstlerisch, städtebaulich - Schutzumfang: Bürgerhaus, Plastik "Stutenhanna" - Denkmaltyp: Bauliche Anlage | Fotos hochladen                  |
| 5182           | Neue Straße 5 (54° 18′ 16″ N, 9° 39′ 47″ O)                              | Wohn- und Geschäftshaus                                               | Alteintragung (Aktualisierung vorgesehen) - Begründung: Alteintragung (Aktualisierung vorgesehen) - Schutzumfang: Alteintragung (Aktualisierung vorgesehen) - Denkmaltyp: Bauliche Anlage | Fotos hochladen                  |
| 16981          | Nienstadtstraße 9 (54° 18′ 16″ N, 9° 39′ 57″ O)                          | Wohn- und Geschäftshaus                                               | Wohn- und Geschäftshaus; 1907–08; Architekt Fritz Bandmann; Bauherr Carl Sieke; dreigeschossiger Putzbau unter Mansarddach und hoher Ladenzone im Erdgeschoss, Mittelerker, Zwerchgiebel in Fachwerkausführung sowie vorgelegtem Erker und Loggien - Begründung: geschichtlich, städtebaulich - Schutzumfang: Wohn- und Geschäftshaus, - Denkmaltyp: Bauliche Anlage | Fotos hochladen                  |
| 16952          | Nienstadtstraße 10 (54° 18′ 16″ N, 9° 39′ 58″ O)                         | Wohn- und Geschäftshaus                                               | Wohn- und Geschäftshaus; 1907–12, nach 1920 erweitert; repräsentativer drei- und viergeschossiger Backsteinbau mit ausgebautem Kieler Dach, Fachwerkelementen und Stufengiebel - Begründung: geschichtlich, städtebaulich - Schutzumfang: gesamtes Objekt - Denkmaltyp: Bauliche Anlage, Sachgesamtheit: Baugruppe Nienstadtstraße 10 | Fotos hochladen                  |
| 24161          | Nienstadtstraße 10 (54° 18′ 17″ N, 9° 39′ 58″ O)                         | Rückflügel                                                            | Rückflügel; um 1600; zweigeschossiger Backsteinbau mit Ziegeln im Klosterformat auf Granitquadersockel und Entlastungsbögen über dem Erdgeschoss - Begründung: geschichtlich, städtebaulich - Schutzumfang: gesamtes Objekt - Denkmaltyp: Bauliche Anlage, Sachgesamtheit: Baugruppe Nienstadtstraße 10 | Fotos hochladen                  |
| 16871          | Nienstadtstraße 11 (54° 18′ 16″ N, 9° 39′ 59″ O)                         | Wohn- und Geschäftshaus                                               | | Fotos hochladen                  |
| 18357          | Nienstadtstraße 12–13 (54° 18′ 17″ N, 9° 39′ 59″ O)                      | Wohn- und Geschäftshaus                                               | Wohn- und Geschäftshaus; 19. Jh., zwischen 1874 und 1884 baulich verbunden und verändert, Baugeschäft Ludwig Koth; zweigeschossige Putzbauten mit klassizistischer Fassadengestaltung und zwei älteren Gewölbekellern - Begründung: geschichtlich, städtebaulich - Schutzumfang: gesamtes Objekt - Denkmaltyp: Bauliche Anlage, Mehrheit von baulichen Anlagen: Wohn- und Geschäftshäuser Nienstadtstraße 11-13 | Fotos hochladen                  |
| 16104          | Nobiskrüger Allee (54° 18′ 29″ N, 9° 41′ 56″ O)                          | Eisenbahn-Viadukt                                                     | Alteintragung (Aktualisierung vorgesehen) - Begründung: Alteintragung (Aktualisierung vorgesehen) - Schutzumfang: Alteintragung (Aktualisierung vorgesehen) - Denkmaltyp: Bauliche Anlage | BW                               |
| 15863          | Nobiskrüger Allee 3-11 (54° 18′ 7″ N, 9° 40′ 46″ O)                      | Reihenhaus                                                            | Alteintragung (Aktualisierung vorgesehen) - Begründung: Alteintragung (Aktualisierung vorgesehen) - Schutzumfang: Alteintragung (Aktualisierung vorgesehen) - Denkmaltyp: Bauliche Anlage | Fotos hochladen                  |
| 17086          | Nübbeler Weg 53 (54° 17′ 7″ N, 9° 37′ 16″ O)                             | Wohnhaus                                                              | ehem. Wohn- und Wirtschaftsgebäude; im Kern 1. Hälfte 19. Jh., Erweiterung um 1925; der ältere Westflügel ein schlichter eingeschossiger Backsteinbau mit Halbwalmdach, der später quer dazu angesetzte Wohntrakt ebenfalls eingeschossig mit hohem Satteldach, repräsentativ gestaltetem Eingangsbereich und Rundbogenloggia im Dachgeschoss des Südgiebels, qualitätvoller Heimatschutzbau mit sehr gut überlieferter Innenausstattung - Begründung: geschichtlich, künstlerisch, Kulturlandschaft prägend - Schutzumfang: gesamtes Objekt - Denkmaltyp: Bauliche Anlage, Sachgesamtheit: sog. Posthof | BW                               |
| 16249          | Obereiderstraße 28 (54° 18′ 3″ N, 9° 40′ 2″ O)                           | Provianthaus                                                          | Alteintragung (Aktualisierung vorgesehen) - Begründung: Alteintragung (Aktualisierung vorgesehen) - Schutzumfang: Alteintragung (Aktualisierung vorgesehen) - Denkmaltyp: Bauliche Anlage | Fotos hochladen                  |
| 3647           | Paradeplatz 1 (54° 18′ 1″ N, 9° 39′ 59″ O)                               | ehem. Hauptwache                                                      | Die ehemalige Hauptwache wurde 1692 erbaut. Im Jahre 1812 wurde das Haus umgebaut. Uwe Jens Lornsen war von 1831 bis 1832 hier gefangen. Heute befindet sich hier ein Restaurant. Alteintragung (Aktualisierung vorgesehen) - Begründung: Alteintragung (Aktualisierung vorgesehen) - Schutzumfang: Alteintragung (Aktualisierung vorgesehen) - Denkmaltyp: Bauliche Anlage | weitere Fotos \| Fotos hochladen |
| 3650           | Paradeplatz 8 (54° 17′ 58″ N, 9° 39′ 52″ O)                              | Königl. Priv. Garnison Apotheke                                       | Gebaut und erweitert 1695 bis 1700, seit 1720 Nutzung als Apotheke; Alteintragung (Aktualisierung vorgesehen) - Begründung: Alteintragung (Aktualisierung vorgesehen) - Schutzumfang: Alteintragung (Aktualisierung vorgesehen) - Denkmaltyp: Bauliche Anlage | weitere Fotos \| Fotos hochladen |
| 3651           | Paradeplatz 9 (54° 18′ 1″ N, 9° 39′ 48″ O)                               | ehem. Hauptkasse                                                      | Alteintragung (Aktualisierung vorgesehen) - Begründung: Alteintragung (Aktualisierung vorgesehen) - Schutzumfang: Alteintragung (Aktualisierung vorgesehen) - Denkmaltyp: Bauliche Anlage | weitere Fotos \| Fotos hochladen |
| 3652           | Paradeplatz 10 (54° 18′ 2″ N, 9° 39′ 48″ O)                              | ehem. Kommandantur                                                    | Alteintragung (Aktualisierung vorgesehen) - Begründung: Alteintragung (Aktualisierung vorgesehen) - Schutzumfang: Alteintragung (Aktualisierung vorgesehen) - Denkmaltyp: Bauliche Anlage | weitere Fotos \| Fotos hochladen |
| 3653           | Paradeplatz 11 (54° 18′ 4″ N, 9° 39′ 47″ O)                              | Niederes Arsenal (Volkshochschule)                                    | Alteintragung (Aktualisierung vorgesehen) - Begründung: Alteintragung (Aktualisierung vorgesehen) - Schutzumfang: Alteintragung (Aktualisierung vorgesehen) - Denkmaltyp: Bauliche Anlage | weitere Fotos \| Fotos hochladen |
| 15961          | Prinzenstraße 4 (54° 17′ 57″ N, 9° 39′ 39″ O)                            | Wohnhaus                                                              | Wohnhaus; 1758; zweigeschossiger, traufständiger Fachwerkbau auf niedrigem Natursteinsockel unter Halbwalmdach, Ziegelsteinfassade mit schlichter Lisenengliederung - Begründung: geschichtlich, städtebaulich - Schutzumfang: Wohnhaus, - Denkmaltyp: Bauliche Anlage | BW                               |
| 3654           | Prinzenstraße 8 (54° 17′ 57″ N, 9° 39′ 40″ O)                            | ehem. Pastorat der Christkirche                                       | Alteintragung (Aktualisierung vorgesehen) - Begründung: geschichtlich, städtebaulich - Schutzumfang: Alteintragung (Aktualisierung vorgesehen) - Denkmaltyp: Bauliche Anlage | weitere Fotos \| Fotos hochladen |
| 3656           | Prinzenstraße 11 (54° 17′ 59″ N, 9° 39′ 44″ O)                           | Wohnhaus (ehemaliges Amtsgericht?)                                    | Alteintragung (Aktualisierung vorgesehen) - Begründung: Alteintragung (Aktualisierung vorgesehen) - Schutzumfang: Alteintragung (Aktualisierung vorgesehen) - Denkmaltyp: Bauliche Anlage | weitere Fotos \| Fotos hochladen |
| 16280          | Prinzenstraße 13 (54° 17′ 59″ N, 9° 39′ 45″ O)                           | ehem. Kreishaus                                                       | ehem. Kreishaus; 1903; zweigeschossiger traufständiger Backsteinbau auf Feldsteinsockel und mit Satteldach, Fassadengestaltung mit Anklängen an Jugendstil und Neugotik, repräsentativer Bau der öffentlichen Verwaltung - Begründung: geschichtlich, städtebaulich - Schutzumfang: gesamtes Objekt - Denkmaltyp: Bauliche Anlage | Fotos hochladen                  |
| 3657           | Prinzenstraße 15 (54° 18′ 0″ N, 9° 39′ 48″ O)                            | Wohn- und Geschäftshaus                                               | Alteintragung (Aktualisierung vorgesehen) - Begründung: geschichtlich, städtebaulich - Schutzumfang: Alteintragung (Aktualisierung vorgesehen) - Denkmaltyp: Bauliche Anlage | weitere Fotos \| Fotos hochladen |
| 4125 Wikidata  | Prinzenstraße 16 (54° 17′ 58″ N, 9° 39′ 47″ O)                           | Christkirche                                                          | Das Gebäude der Christkirche entstand 1695 bis 1700 nach den Plänen des Architekten Dominicus Pelli im Zusammenhang mit der Erweiterung der Rendsburger Festungsanlage Neuwerk. Die Kirche diente nach ihrer Einweihung im Jahr 1700 als Garnisonskirche für die Offiziere und Soldaten der damals dänischen Garnison. Alteintragung (Aktualisierung vorgesehen) - Begründung: geschichtlich, künstlerisch, städtebaulich - Schutzumfang: Alteintragung (Aktualisierung vorgesehen) - Denkmaltyp: Bauliche Anlage                                                                                        | weitere Fotos \| Fotos hochladen |
| 6719           | Prinzessinstraße 2 (54° 17′ 59″ N, 9° 40′ 1″ O)                          | Rückflügel, Wohnhaus im Hof                                           | Alteintragung (Aktualisierung vorgesehen) - Begründung: Alteintragung (Aktualisierung vorgesehen) - Schutzumfang: Alteintragung (Aktualisierung vorgesehen) - Denkmaltyp: Bauliche Anlage | weitere Fotos \| Fotos hochladen |
| 6720           | Prinzessinstraße 2 (54° 18′ 0″ N, 9° 40′ 2″ O)                           | Hinterhaus, Wohnhaus im Hof                                           | Alteintragung (Aktualisierung vorgesehen) - Begründung: Alteintragung (Aktualisierung vorgesehen) - Schutzumfang: Alteintragung (Aktualisierung vorgesehen) - Denkmaltyp: Bauliche Anlage | weitere Fotos \| Fotos hochladen |
| 3658           | Prinzessinstraße 8 (54° 17′ 57″ N, 9° 40′ 7″ O)                          | Museum Dr. Bamberger-Haus, ehemalige Synagoge                         | Die historischen Gebäude sind vollständig erhalten. Dazu gehören die frühere Synagoge mit Mikwe und Frauenempore sowie die frühere Talmud-Tora-Schule. Alteintragung (Aktualisierung vorgesehen) - Begründung: Alteintragung (Aktualisierung vorgesehen) - Schutzumfang: Alteintragung (Aktualisierung vorgesehen) - Denkmaltyp: Bauliche Anlage | weitere Fotos \| Fotos hochladen |
| 2412           | Prinzessinstraße 19 (54° 17′ 58″ N, 9° 40′ 1″ O)                         | Mehrfamilienwohnhaus                                                  | Alteintragung (Aktualisierung vorgesehen) - Begründung: geschichtlich, städtebaulich - Schutzumfang: Alteintragung (Aktualisierung vorgesehen) - Denkmaltyp: Bauliche Anlage | weitere Fotos \| Fotos hochladen |
| 3660           | Prinzessinstraße 21 (54° 17′ 59″ N, 9° 39′ 59″ O)                        | Mehrfamilienwohnhaus                                                  | Alteintragung (Aktualisierung vorgesehen) - Begründung: geschichtlich, künstlerisch, städtebaulich - Schutzumfang: Alteintragung (Aktualisierung vorgesehen) - Denkmaltyp: Bauliche Anlage | weitere Fotos \| Fotos hochladen |
| 15964          | Provianthausstraße 9 (54° 18′ 2″ N, 9° 40′ 2″ O)                         | Provianthaus                                                          | Alteintragung (Aktualisierung vorgesehen) - Begründung: Alteintragung (Aktualisierung vorgesehen) - Schutzumfang: Alteintragung (Aktualisierung vorgesehen) - Denkmaltyp: Bauliche Anlage | weitere Fotos \| Fotos hochladen |
| 16991          | Ritterstraße 12 (54° 17′ 54″ N, 9° 39′ 38″ O)                            | ehem. Lehrerseminar (Helene-Lange-Gymnasium)                          | Alteintragung (Aktualisierung vorgesehen) - Begründung: Alteintragung (Aktualisierung vorgesehen) - Schutzumfang: Alteintragung (Aktualisierung vorgesehen) - Denkmaltyp: Bauliche Anlage | BW                               |
| 16494          | Röhlingsweg 7–13 (54° 18′ 11″ N, 9° 40′ 41″ O)                           | Reihenhaus                                                            | Alteintragung (Aktualisierung vorgesehen) - Begründung: Alteintragung (Aktualisierung vorgesehen) - Schutzumfang: Alteintragung (Aktualisierung vorgesehen) - Denkmaltyp: Bauliche Anlage | Fotos hochladen                  |
| 15868 Wikidata | Rotenhöfer Weg 22 b (54° 18′ 35″ N, 9° 38′ 39″ O)                        | Neuapostolische Kirche                                                | Neuapostolische Kirche, errichtet 1959/60, giebelständige Saalkirche aus Kalksandstein mit Ziegelverblendung unter steilem Satteldach - Begründung: geschichtlich, künstlerisch - Schutzumfang: gesamtes Objekt - Denkmaltyp: Bauliche Anlage | weitere Fotos \| Fotos hochladen |
| 4054           | Schiffbrückenplatz 7 (54° 18′ 20″ N, 9° 39′ 38″ O)                       | Wohn- und Geschäftshaus                                               | Alteintragung (Aktualisierung vorgesehen) - Begründung: Alteintragung (Aktualisierung vorgesehen) - Schutzumfang: Alteintragung (Aktualisierung vorgesehen) - Denkmaltyp: Bauliche Anlage | weitere Fotos \| Fotos hochladen |
| 3662           | Schleifmühlenstraße 2 (54° 18′ 13″ N, 9° 39′ 53″ O)                      | Gasthaus „Zum Landsknecht“                                            | Alteintragung (Aktualisierung vorgesehen) - Begründung: Alteintragung (Aktualisierung vorgesehen) - Schutzumfang: Alteintragung (Aktualisierung vorgesehen) - Denkmaltyp: Bauliche Anlage | weitere Fotos \| Fotos hochladen |
| 5391           | Schleifmühlenstraße 11 (54° 18′ 16″ N, 9° 39′ 52″ O)                     | Bürgerhaus mit Hinterhaus                                             | Alteintragung (Aktualisierung vorgesehen) - Begründung: Alteintragung (Aktualisierung vorgesehen) - Schutzumfang: Alteintragung (Aktualisierung vorgesehen) - Denkmaltyp: Bauliche Anlage | BW                               |
| 16605          | Schleswiger Chaussee 20 (54° 18′ 35″ N, 9° 38′ 56″ O)                    | Friedhofskapelle                                                      | Friedhofskapelle; 1879–80; eingeschossiger Ziegelbau über annähernd quadratischem Grundriss unter Pyramidenstumpfdach, je Fassade ein Mittelrisalit unter Satteldach - Begründung: geschichtlich, künstlerisch - Schutzumfang: Friedhofskapelle, - Denkmaltyp: Bauliche Anlage | Fotos hochladen                  |
| 15920 Wikidata | Schleswiger Chaussee 91 (54° 18′ 59″ N, 9° 38′ 11″ O)                    | Feldwebel-Schmid-Kaserne                                              | Die Feldwebel-Schmid-Kaserne war eine militärische Einrichtung der Bundeswehr in Rendsburg in Schleswig-Holstein von 1956 bis 2010. Bereits im Zweiten Weltkrieg erbaut, diente sie der Flugabwehr der Wehrmacht als Kaserne. Von 1964 bis 2000 trug sie den Namen Rüdel-Kaserne. Alteintragung (Aktualisierung vorgesehen) - Begründung: Alteintragung (Aktualisierung vorgesehen) - Schutzumfang: Alteintragung (Aktualisierung vorgesehen) - Denkmaltyp: Bauliche Anlage | weitere Fotos \| Fotos hochladen |
| 16850          | Schleswiger Chaussee 91 (54° 18′ 56″ N, 9° 38′ 5″ O)                     | Offiziersheim                                                         | Alteintragung (Aktualisierung vorgesehen) - Begründung: Alteintragung (Aktualisierung vorgesehen) - Schutzumfang: Alteintragung (Aktualisierung vorgesehen) - Denkmaltyp: Bauliche Anlage | BW                               |
| 16756          | Schleswiger Chaussee 91 (54° 18′ 59″ N, 9° 38′ 18″ O)                    | Mannschaftsblock IV                                                   | Alteintragung (Aktualisierung vorgesehen) - Begründung: Alteintragung (Aktualisierung vorgesehen) - Schutzumfang: Alteintragung (Aktualisierung vorgesehen) - Denkmaltyp: Bauliche Anlage | BW                               |
| 15990 Wikidata | Schleswiger Chaussee 91/Erich-Mahrt-Straße (54° 18′ 56″ N, 9° 38′ 16″ O) | Wirtschaftsgebäude Süd                                                | Alteintragung (Aktualisierung vorgesehen) - Begründung: Alteintragung (Aktualisierung vorgesehen) - Schutzumfang: Alteintragung (Aktualisierung vorgesehen) - Denkmaltyp: Bauliche Anlage | weitere Fotos \| Fotos hochladen |
| 16881          | Schleswiger Chaussee 91 (54° 18′ 56″ N, 9° 38′ 11″ O)                    | Mannschaftsblock I                                                    | Alteintragung (Aktualisierung vorgesehen) - Begründung: Alteintragung (Aktualisierung vorgesehen) - Schutzumfang: Alteintragung (Aktualisierung vorgesehen) - Denkmaltyp: Bauliche Anlage | BW                               |
| 16299 Wikidata | Schleswiger Chaussee 91 (54° 19′ 2″ N, 9° 38′ 19″ O)                     | Stabsgebäude mit Tordurchfahrt                                        | Alteintragung (Aktualisierung vorgesehen) - Begründung: Alteintragung (Aktualisierung vorgesehen) - Schutzumfang: Alteintragung (Aktualisierung vorgesehen) - Denkmaltyp: Bauliche Anlage | weitere Fotos \| Fotos hochladen |
| 15921          | Schleswiger Chaussee 91 (54° 19′ 3″ N, 9° 38′ 13″ O)                     | Mannschaftsblock III                                                  | Alteintragung (Aktualisierung vorgesehen) - Begründung: Alteintragung (Aktualisierung vorgesehen) - Schutzumfang: Alteintragung (Aktualisierung vorgesehen) - Denkmaltyp: Bauliche Anlage | BW                               |
| 15989 Wikidata | Schleswiger Chaussee 91 (54° 19′ 2″ N, 9° 38′ 8″ O)                      | Wirtschaftsgebäude Nord                                               | Alteintragung (Aktualisierung vorgesehen) - Begründung: Alteintragung (Aktualisierung vorgesehen) - Schutzumfang: Alteintragung (Aktualisierung vorgesehen) - Denkmaltyp: Bauliche Anlage | weitere Fotos \| Fotos hochladen |
| 17075          | Schleswiger Chaussee 91 (54° 18′ 59″ N, 9° 38′ 6″ O)                     | Mannschaftsblock II                                                   | Alteintragung (Aktualisierung vorgesehen) - Begründung: Alteintragung (Aktualisierung vorgesehen) - Schutzumfang: Alteintragung (Aktualisierung vorgesehen) - Denkmaltyp: Bauliche Anlage | BW                               |
| 22512          | Schleswiger Chaussee 91 (54° 18′ 59″ N, 9° 38′ 12″ O)                    | Sportplatz im inneren Gebäudering                                     | Alteintragung (Aktualisierung vorgesehen) - Begründung: Alteintragung (Aktualisierung vorgesehen) - Schutzumfang: Alteintragung (Aktualisierung vorgesehen) - Denkmaltyp: Bauliche Anlage | Fotos hochladen                  |
| 3663           | Schleuskuhle 1 (54° 18′ 26″ N, 9° 39′ 41″ O)                             | Bürgerhaus                                                            | Alteintragung (Aktualisierung vorgesehen) - Begründung: Alteintragung (Aktualisierung vorgesehen) - Schutzumfang: Alteintragung (Aktualisierung vorgesehen) - Denkmaltyp: Bauliche Anlage | BW                               |
| 3664 Wikidata  | Schloßplatz (54° 18′ 22″ N, 9° 39′ 44″ O)                                | Gerhard-Brunnen                                                       | Alteintragung (Aktualisierung vorgesehen) - Begründung: Alteintragung (Aktualisierung vorgesehen) - Schutzumfang: Alteintragung (Aktualisierung vorgesehen) - Denkmaltyp: Bauliche Anlage | weitere Fotos \| Fotos hochladen |
| 3665           | Schloßplatz 12 (54° 18′ 22″ N, 9° 39′ 45″ O)                             | Hospital Zum Heiligen Geist                                           | Alteintragung (Aktualisierung vorgesehen) - Begründung: Alteintragung (Aktualisierung vorgesehen) - Schutzumfang: Alteintragung (Aktualisierung vorgesehen) - Denkmaltyp: Bauliche Anlage | weitere Fotos \| Fotos hochladen |
| 5221 Wikidata  | Stormstraße 1 (54° 18′ 19″ N, 9° 40′ 17″ O)                              | ehem. Direktionsgebäude, heute Elektromuseum                          | erbaut 1919–1920 nach Entwurf von Fritz Höger für die Schleswig-Holsteinische Elektrizitäts-Versorgungs-Gesellschaft mbH; Alteintragung (Aktualisierung vorgesehen) - Begründung: geschichtlich, künstlerisch, städtebaulich - Schutzumfang: Alteintragung (Aktualisierung vorgesehen) - Denkmaltyp: Bauliche Anlage | Fotos hochladen                  |
| 5222           | Stormstraße 3 (54° 18′ 19″ N, 9° 40′ 20″ O)                              | Wohnhaus mit 2 Nebengebäuden                                          | Alteintragung (Aktualisierung vorgesehen) - Begründung: geschichtlich, städtebaulich - Schutzumfang: Alteintragung (Aktualisierung vorgesehen) - Denkmaltyp: Bauliche Anlage | BW                               |
| 13349          | Stormstraße 6 (54° 18′ 19″ N, 9° 40′ 26″ O)                              | Wohnhaus                                                              | Alteintragung (Aktualisierung vorgesehen) - Begründung: Alteintragung (Aktualisierung vorgesehen) - Schutzumfang: Alteintragung (Aktualisierung vorgesehen) - Denkmaltyp: Bauliche Anlage | Fotos hochladen                  |
| 13345          | Stormstraße 8 (54° 18′ 19″ N, 9° 40′ 27″ O)                              | Wohnhaus                                                              | Alteintragung (Aktualisierung vorgesehen) - Begründung: Alteintragung (Aktualisierung vorgesehen) - Schutzumfang: Alteintragung (Aktualisierung vorgesehen) - Denkmaltyp: Bauliche Anlage | Fotos hochladen                  |
| 13351          | Stormstraße 8 (54° 18′ 18″ N, 9° 40′ 27″ O)                              | Gartenhaus                                                            | Alteintragung (Aktualisierung vorgesehen) - Begründung: Alteintragung (Aktualisierung vorgesehen) - Schutzumfang: Alteintragung (Aktualisierung vorgesehen) - Denkmaltyp: Bauliche Anlage | BW                               |
| 3666           | Torstraße 4 (54° 18′ 24″ N, 9° 39′ 40″ O)                                | ehem. Amtshaus                                                        | Alteintragung (Aktualisierung vorgesehen) - Begründung: Alteintragung (Aktualisierung vorgesehen) - Schutzumfang: Alteintragung (Aktualisierung vorgesehen) - Denkmaltyp: Bauliche Anlage | weitere Fotos \| Fotos hochladen |
| 16601          | Tulipanstraße 11 (54° 17′ 58″ N, 9° 39′ 36″ O)                           | Umfassungsmauer                                                       | Alteintragung (Aktualisierung vorgesehen) - Begründung: Alteintragung (Aktualisierung vorgesehen) - Schutzumfang: Alteintragung (Aktualisierung vorgesehen) - Denkmaltyp: Bauliche Anlage | BW                               |
| 3667           | Untereiderstraße 4 (54° 17′ 57″ N, 9° 39′ 41″ O)                         | Wohnhaus (ehem. Kreisbauamt)                                          | Alteintragung (Aktualisierung vorgesehen) - Begründung: Alteintragung (Aktualisierung vorgesehen) - Schutzumfang: Alteintragung (Aktualisierung vorgesehen) - Denkmaltyp: Bauliche Anlage | Fotos hochladen                  |
| 17240          | Untereiderstraße 5 (54° 17′ 58″ N, 9° 39′ 42″ O)                         | Wohn- und Geschäftshaus                                               | Wohn- und Geschäftshaus; 1899, Architekt J. Andresen; dreigeschossiger Backsteinbau mit ausgebautem Kieler Dach, Fassade mit reicher Putzzier, zweigeschossiger Eckerker mit steiler Dachpyramide - Begründung: geschichtlich, städtebaulich - Schutzumfang: Wohn- und Geschäftshaus, - Denkmaltyp: Bauliche Anlage | BW                               |
| 17236          | Untereiderstraße 13 (54° 18′ 3″ N, 9° 39′ 39″ O)                         | Ehemaliges Verheiratetengebäude I (Gebäude 17)                        | Alteintragung (Aktualisierung vorgesehen) - Begründung: Alteintragung (Aktualisierung vorgesehen) - Schutzumfang: Alteintragung (Aktualisierung vorgesehen) - Denkmaltyp: Bauliche Anlage | BW                               |
| 3668           | Wallstraße 24 (54° 18′ 13″ N, 9° 39′ 51″ O)                              | Altes Polizeigefängnis                                                | Das ehemalige Gefängnis wurde von 1825 bis 1827 erbaut. Es ist ein klassizistischer, eingeschossiger Bau mit einem Krüppelwalmdach. Der Eingang ist in der Mitte der sieben Achsen und beherrscht von einem mächtigen Risalit mit Zwerchhaus. Alteintragung (Aktualisierung vorgesehen) - Begründung: geschichtlich, künstlerisch - Schutzumfang: Alteintragung (Aktualisierung vorgesehen) - Denkmaltyp: Bauliche Anlage | Fotos hochladen                  |
| 10127 Wikidata | Willy-Brandt-Platz 1 (54° 18′ 3″ N, 9° 40′ 33″ O)                        | Viehmarkthalle („Nordmarkhalle“)                                      | Hier fanden früher Viehauktionen statt, heute wird es als Veranstaltungszentrum genutzt. Alteintragung (Aktualisierung vorgesehen) - Begründung: geschichtlich, künstlerisch - Schutzumfang: geschichtlich, künstlerisch, städtebaulich - Denkmaltyp: Bauliche Anlage | weitere Fotos \| Fotos hochladen |
| 16486          | Wrangelstraße 10 (54° 17′ 49″ N, 9° 39′ 50″ O)                           | ehem. Aufseherwohnhaus                                                | ehem. Wohnhaus für Gefängnisaufseher; 1903, Architekt Regierungsbaumeister Rohne, zweigeschossiger Backsteinbau mit auskragendem Schopfwalmdach, dekorative Fassadengliederung mit Rauputzfeldern, schmaler Eingangsrisalit - Begründung: geschichtlich, städtebaulich - Schutzumfang: gesamtes Objekt - Denkmaltyp: Bauliche Anlage, Sachgesamtheit: Amtsgericht mit Gefängnis und Aufseherwohnhaus | BW                               |

## Teile von baulichen Anlagen
| Objekt-ID | Lage                                            | Offizielle Bezeichnung       | Beschreibung | Bild                             |
| --------- | ----------------------------------------------- | ---------------------------- | --- | -------------------------------- |
| 3648      | Paradeplatz 2 (54° 18′ 0″ N, 9° 39′ 59″ O)      | Fassade des ehem. Weinhauses | Alteintragung (Aktualisierung vorgesehen) - Begründung: geschichtlich, künstlerisch, städtebaulich - Schutzumfang: gesamtes Objekt - Denkmaltyp: Teil einer baulichen Anlage | weitere Fotos \| Fotos hochladen |
| 3649      | Paradeplatz 3 (54° 18′ 0″ N, 9° 39′ 59″ O)      | Fassade des ehem. Weinhauses | Alteintragung (Aktualisierung vorgesehen) - Begründung: geschichtlich, künstlerisch, städtebaulich - Schutzumfang: gesamtes Objekt - Denkmaltyp: Teil einer baulichen Anlage | weitere Fotos \| Fotos hochladen |
| 16105     | Prinzessinstraße 2 (54° 17′ 59″ N, 9° 40′ 1″ O) | Fassade des ehem. Weinhauses | Alteintragung (Aktualisierung vorgesehen) - Begründung: geschichtlich, künstlerisch, städtebaulich - Schutzumfang: gesamtes Objekt - Denkmaltyp: Teil einer baulichen Anlage | weitere Fotos \| Fotos hochladen |

## Gründenkmale
| Objekt-ID     | Lage                                                | Offizielle Bezeichnung             | Beschreibung | Bild                             |
| ------------- | --------------------------------------------------- | ---------------------------------- | --- | -------------------------------- |
| 17177         | An der Marienkirche 6 (54° 18′ 20″ N, 9° 39′ 54″ O) | Kirchhof                           | Alteintragung (Aktualisierung vorgesehen) - Begründung: geschichtlich, Kulturlandschaft prägend - Schutzumfang: Kirchhof, Grabmale bis 1870, Eisengitterzaun - Denkmaltyp: Gründenkmal, Sachgesamtheit: Kirche St. Marien | Fotos hochladen                  |
| 3613 Wikidata | Friedhofsallee 1 (54° 17′ 35″ N, 9° 39′ 30″ O)      | Garnisonfriedhof                   | Alteintragung (Aktualisierung vorgesehen) - Begründung: geschichtlich, wissenschaftlich, Kulturlandschaft prägend - Schutzumfang: Garnisonfriedhof, Grabmal Hjort, Grabmal von Jess, Artilleristendenkmal, Sehestedt-Stein, Grabmal von Gerstenberg, Denkmal für die gefallenen Österreicher, Grabkreuz Tscholl, Gedenkstein für die Choleraopfer, Grabgewölbe Christensen, Grabmal v. Brackel (1832), Grabstein für die Österreichischen Offiziere, Gedenksäule 1848/50, Russenstein (1930), Toranlage, Sklavenfriedhof, Denkmal 1864, Gedenkanlage für Gefallene Erster und Zweiter Weltkrieg, Denkmal 1870/71, Grabmal von Friis, Denkmal für die Opfer der Laboratoriumsexplosion, Grabkreuz Schroeder, Denkmal für die französischen Kriegsgefangenen - Denkmaltyp: Gründenkmal | weitere Fotos \| Fotos hochladen |
| 47091         | Nübbeler Weg 53 (54° 17′ 7″ N, 9° 37′ 13″ O)        | Zufahrtsallee                      | Zufahrtsallee zum sog. Posthof; Ende 18. Jh.; die Zufahrt flankierende Lindenallee, eindrucksvoller Altbaumbestand aus den Anfängen der Hofstelle - Begründung: geschichtlich, wissenschaftlich, Kulturlandschaft prägend - Schutzumfang: gesamtes Objekt - Denkmaltyp: Gründenkmal, Sachgesamtheit: sog. Posthof | BW                               |
| 20700         | Prinzenstraße 16 (54° 17′ 58″ N, 9° 39′ 46″ O)      | Kirchhof                           | Alteintragung (Aktualisierung vorgesehen) - Begründung: geschichtlich, städtebaulich, Kulturlandschaft prägend - Schutzumfang: Kirchhof, Grabmale bis 1870, Lindenkranz - Denkmaltyp: Gründenkmal, Sachgesamtheit: Christkirche | Fotos hochladen                  |
| 17213         | Sonderburger Allee (54° 17′ 50″ N, 9° 40′ 46″ O)    | Ehrenmal für gefallene Eisenbahner | Inschrift der Infotafel: „Die Eisenbahner wurden in den beiden Weltkriegen für Transporte der Kriegsmaschinerie eingesetzt. Dieses geschah nicht immer freiwillig. Viele Eisenbahner kehrten von ihren Einsätzen nicht zurück. Die Rendsburger Eisenbahner gedenken ihren gefallenen Kollegen in Form von Namen auf Findlingen unter den Linden.“ Alteintragung (Aktualisierung vorgesehen) - Begründung: geschichtlich, künstlerisch, städtebaulich - Schutzumfang: Ehrenmal für gefallene Eisenbahner, Eichenkranz / Solitäreichen, Klinkermauer mit Gedenktafeln, 18 Findlinge (Erster Weltkrieg), 3 Findlinge (Zweiter Weltkrieg) - Denkmaltyp: Gründenkmal | weitere Fotos \| Fotos hochladen |

## Abgegangene Kulturdenkmale
Aufgeführt werden Gebäude, die aus diversen Gründen nicht mehr existieren (z. B. Abbruch, Brand).
| Objekt-ID | Lage                                                 | Offizielle Bezeichnung                    | Beschreibung | Bild                             |
| --------- | ---------------------------------------------------- | ----------------------------------------- | --- | -------------------------------- |
|           | An der Marienkirche 18 (54° 18′ 20″ N, 9° 39′ 55″ O) | Ehem. Gasthaus des Heilig-Geist-Hospitals | Zweigeschossiges Backsteingiebelhaus mit Krüppelwalmdach, errichtet 1841. Abbruch im Mai 2017. Der Inschriftstein mit dem Baudatum wurde geborgen. | Fotos hochladen                  |
|           | Neue Straße 6 (54° 18′ 16″ N, 9° 39′ 46″ O)          | Wohnhaus der ehem. Ledermanufaktur        | Stattlicher zweigeschossiger Backsteinbau, um 1850 für den Gerber D. Porath errichtet. Bemerkenswerte Backsteinarchitektur mit differenzierter Wandgliederung. Der Bau wurde im März 2012 abgebrochen und durch ein modernes, den Maßstab sprengendes Mehrfamilienhaus ersetzt. | Fotos hochladen                  |
|           | Schiffbrückenplatz 10 (54° 18′ 20″ N, 9° 39′ 41″ O)  | Bürgerhaus                                | Zweigeschossiges Gebäude mit massiver Putzfassade des 19. Jahrhunderts, im Kern noch zur Erstbebauung nach 1690 gehörend. Erdgeschoss durch Ladeneinbau vollkommen verändert Abbruch, 2015 Neubau durch den Architekten Eggert Bock.                                            | Fotos hochladen                  |
| 16695     | Schloßplatz 10 (54° 18′ 23″ N, 9° 39′ 47″ O)         | Wohnhaus Thormann                         | 1891 als repräsentatives Wohn- und Kontorhaus des Konsuls Theodor Thormann junior erbaut. Im Dezember 2017 abgebrochen. | weitere Fotos \| Fotos hochladen |
| 16951     | Schloßplatz 11 (54° 18′ 22″ N, 9° 39′ 45″ O)         | Wohnhaus                                  | im Dezember 2017 abgebrochen. | weitere Fotos \| Fotos hochladen |

## Ehemalige Kulturdenkmale
Aufgeführt werden Gebäude, die noch existieren, aber aus verschiedenen Gründen (z. B. durchgreifende Umbauten) nicht mehr in der Denkmalliste geführt werden.
| Objekt-ID | Lage                                         | Offizielle Bezeichnung  | Beschreibung              | Bild                             |
| --------- | -------------------------------------------- | ----------------------- | ------------------------- | -------------------------------- |
| 2180      | Königstraße 18 (54° 17′ 53″ N, 9° 39′ 54″ O) | Wohn- und Geschäftshaus | Heutige Nutzung: Apotheke | weitere Fotos \| Fotos hochladen |

## Quelle
- Liste der Kulturdenkmale in Schleswig-Holstein – Kreis Rendsburg-Eckernförde